# Liste der Straßennamen von Wien/Alsergrund
Liste der Straßen, Gassen und Plätze des 9. Wiener Gemeindebezirks Alsergrund
| Historische Straßennamen – Literatur – Weblinks |

## A
- Achamergasse, 1903 benannt nach dem Metall- und Glockengießer Johann Achamer (auch Achammer, eigentlich Aichhammer, 1650–1712); er fertigte 1711 im Auftrag von Kaiser Joseph I. die Alte Pummerin. Die Glocke wog 22.512 kg und war aus Kanonen gegossen worden, die nach der Zweiten Türkenbelagerung 1683 vor Wien zurückgelassen worden waren. Achamer nannte seinen Betrieb „Stuck- und Glockengießerei“ (Stuck = Kanone) mit dem Firmenschild „Zum goldenen Stuck“; die Stuckgasse im 7. Bezirk Neubau bezieht sich darauf. Die Gasse hieß 1862–1903 Exnergasse (nach Franz Serafin Exner?) und lag bis 1905 im 18. Bezirk. Der Teil, der heute im 18. Bezirk liegt, heißt nunmehr Krütznergasse.
- Alexander-Nehr-Gasse, 1962 benannt nach dem Kunstschlosser Alexander Nehr (1855–1928); er schuf 1882 den Rathausmann, wobei er als Material russische Kupfermünzen verwendete. Die Statue stellt einen mittelalterlichen Ritter dar und bekrönt den Hauptturm des Wiener Rathauses; sie ist 3,4 m hoch (mit Fahne 5,4 m) und 1.800 kg schwer.
- Alfred-Grünfeld-Gasse, 1925 benannt nach dem Pianisten, Komponisten und Musikpädagogen Alfred Grünfeld (1852–1924), Professor am Neuen Wiener Konservatorium. Er unternahm zahlreiche Konzertreisen durch Europa und die USA. Bekannt ist er vor allem durch den Vortrag seiner Konzertparaphrasen von Strauss-Walzern. Johann Strauss (Sohn) widmete ihm seinen „Frühlingsstimmenwalzer“ Op. 410. Die Gasse hieß 1938–1947 Hofhaimergasse.
- Alser Straße, 1862 benannt nach dem Fluss Als, der in Wien üblicherweise Alsbach oder Alserbach genannt wird; siehe Alserbachstraße. Der kleine Fluss ist 10,55 km lang, heute im Stadtgebiet als Bachkanal eingewölbt, und mündet in den rechten Hauptsammelkanal (früher in den Donaukanal). Die erste urkundliche Erwähnung des Flusses ist aus dem Jahr 1044 überliefert; die Herkunft des Namens ist unbekannt. Der Fluss Als ist namensgebend für die bis 1850 selbstständige Gemeinde Alservorstadt und für den heutigen 9. Bezirk, Alsergrund; die Alsgasse und die Alszeile im 17. Bezirk Hernals sind ebenfalls nach dem Fluss benannt. Die Straße wird 1211 als Alsaerstrâzze erwähnt, 1342 als Alserstrazz vor Schottentor, 1628 als Alstergasse, 1766 als In der vordern Alstergassen und später auch als Große Gasse und Alsergrund Hauptstraße.
- Alserbachstraße, 1862 benannt nach dem Fluss Als, der in Wien üblicherweise Alsbach oder Alserbach genannt wird und 1840–1846 in diesem Bereich eingewölbt wurde; siehe Alser Straße. Die Straße hieß 1353 Auf dem Griesz, 1699 Auf den Hürnern, 1719 Auf dem Grieß am Alserbach, und um 1830 Am Alserbach; der Abschnitt zwischen Liechtensteinstraße und Nussdorfer Straße – hinter der heutigen Markthalle – hieß ab 1749 Weiße Löwengasse.
- Althanstraße, 1920 benannt nach dem General, Diplomaten und Hofbaudirektor Ludwig Joseph Gundacker von Althan (1665–1747), dem ab 1716 alle Bauämter der Erblande unterstellt waren. Er organisierte u. a. den Bau der Hofbibliothek und der Wiener Karlskirche, den Ausbau des Stiftes Klosterneuburg und die Renovierung von Schloss Laxenburg. 1732 ließ er das Palais Althan erbauen. Sein Vater, Christoph Johann Graf Althan, war ab 1690 Grundherr des Althangrundes (im Bereich des heutigen Franz-Josefs-Bahnhofs) und ließ um 1683 das Palais Althan-Pouthon erbauen. Die Straße hieß um 1830 zwischen Alserbachstraße und der Kurve bei der Reznicekgasse (Große?) Schmidtgasse und anschließend bis zur Liechtensteinstraße Spitelaugasse bzw. Spittelauer Gasse; später hieß sie Althangasse und ab 1909 Franz-Josefs-Bahnhof-Straße. Der Julius-Tandler-Platz vor dem Bahnhof hieß damals Althanplatz.
- Altmüttergasse, 1892 benannt nach dem Technologen Georg Altmütter (1787–1858), Professor der Mechanischen Technologie am Polytechnischen Institut Wien (ab 1816). Er erhob die Mechanische Technologie zur Wissenschaft und verfasste gemeinsam mit Karl Karmarsch und Johann Joseph von Prechtl die „Technologische Encyklopädie“; siehe auch die Prechtlgasse im 9. Bezirk sowie die Karmarschgasse im 10. Bezirk Favoriten.
- Ari-Rath-Platz, 2018 benannt nach dem israelischen Journalisten, Publizisten und Friedensaktivisten Ari Rath (1925–2017). Der gebürtige Wiener emigrierte 1938 nach Palästina. Von 1958 bis 1989 arbeitete er als Journalist für die Jerusalem Post, ab 1975 war er deren Chefredakteur. Er starb in Wien. Der Platz befindet sich im Zuge der Liechtensteinstraße nahe der Porzellangasse, wo Rath auf Nr. 50 einen Teil seiner Kindheit verbracht hat.
- Augasse, 1862 benannt den Augebieten der Donau, die einst hier bestanden. Auen sind Uferlandschaften von Bächen bzw. Flüssen, deren Geländeformen und Lebensgemeinschaften vom Wechsel zwischen niederer und hoher Wasserführung geprägt werden. Die Gasse hieß vorher 1835–1862 Spittelauer Weg.
- Ayrenhoffgasse, 1894 benannt nach dem Offizier und Schriftsteller Cornelius Hermann von Ayrenhoff (1733–1819); neben einer langen militärischen Karriere, die ihn bis zum Feldmarschallleutnant führte, widmete er sich der Schriftstellerei. In seinem literarischen Schaffen folgte er einer klassizistischen Dramatik nach dem Vorbild von Louis de Racine und Pierre Corneille. Er wurde damit einer der Vorgänger von Heinrich Joseph von Collin und Franz Grillparzer. Insgesamt schrieb er sechs Lustspiele, fünf Trauerspiele, ein „Sittengemälde“ und eine Posse. Die Gasse hieß 1862–1894 Hirschengasse nach dem Hausschild „Zum goldenen Hirsch“ in der Ayrenhoffgasse 1; ein Teil der Gasse gehörte bis 1905 zum 18. Bezirk.

## B

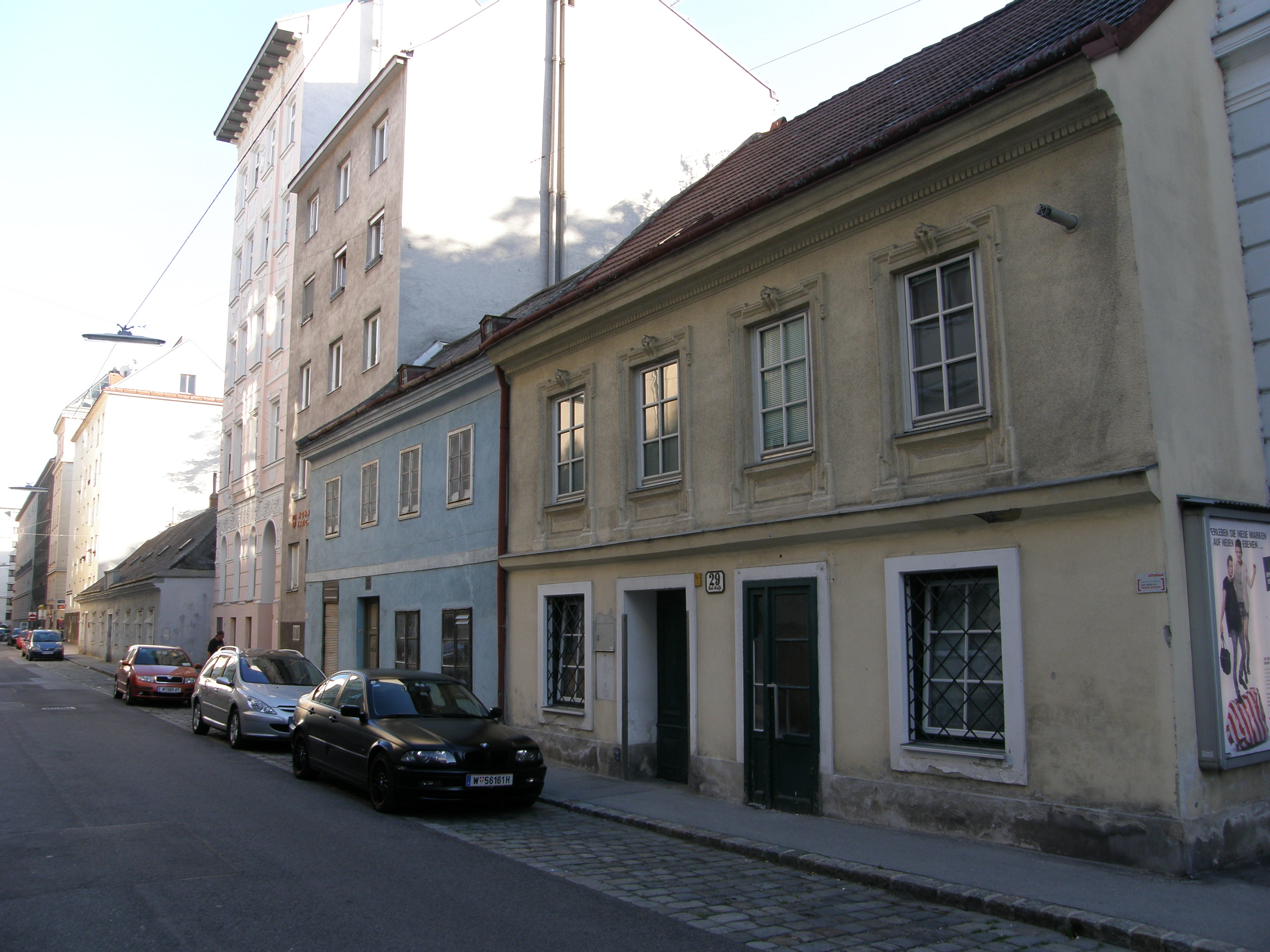
Alte Häuser in der Badgasse

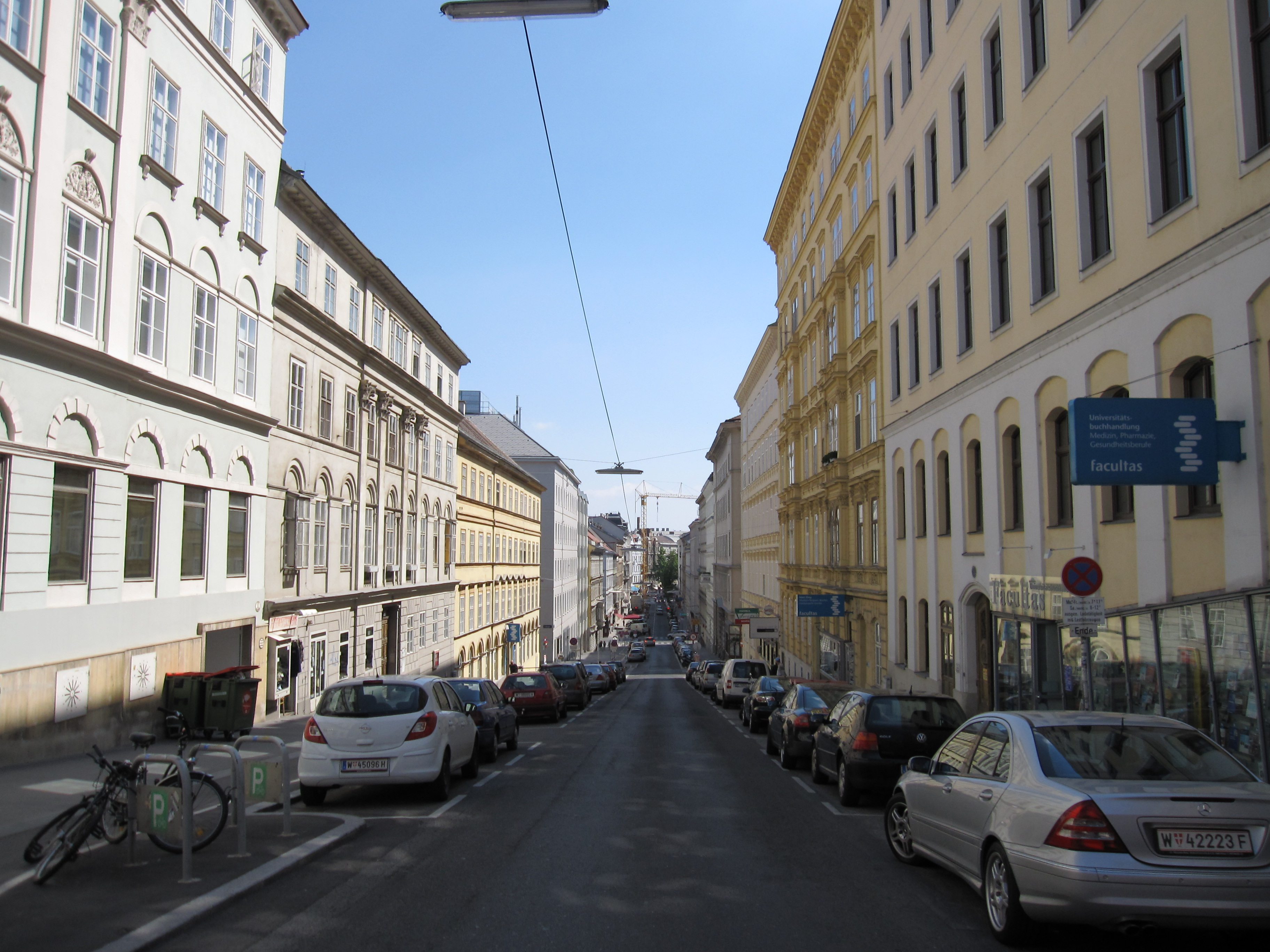
Berggasse

- Badgasse, benannt (Datum unbekannt, 1701 erwähnt) nach dem ehemaligen Lichtentaler Badhaus, das sich an der heutigen Adresse Badgasse 22 befand. Am Beginn der Badgasse erinnert im Karl-Schönherr-Hof ein Sgraffito von Heribert Potuznik aus dem Jahr 1952 an das Bad.[1] Lichtental war eine einstmals selbstständige Gemeinde im Norden des Alsergrunds und ist seit 1850 ein Teil des 9. Bezirks. Die Gasse hieß 1716 In der Baadergassen.
- Bauernfeldplatz, 1890 benannt nach dem Schriftsteller Eduard von Bauernfeld (1802–1890); neben seinem Hauptberuf als Beamter bei der Lottodirektion war er literarisch tätig. Er gilt als Meister des Konversationsstücks mit Wiener Lokalkolorit und wurde zum Hausdichter des Burgtheaters, in dem seine Stücke bis 1902 ca. 1.100 Aufführungen erlebten. Sein Werk Die Republik der Tiere kritisierte die Verhältnisse in Österreich zu Zeiten Metternichs und ist durchaus mit Animal Farm von George Orwell zu vergleichen. Die Bauernfeldgasse im 19. Bezirk Döbling ist ebenfalls nach ihm benannt.
- Beethovengasse, 1864 benannt nach dem deutschen Komponisten Ludwig van Beethoven (1770–1827); er gilt als der Komponist, der die Musik der Wiener Klassik zu ihrer höchsten Entwicklung geführt und der Romantik den Weg bereitet hat. Beethoven starb in der Schwarzspanierstraße 15 am Alsergrund. Die Gasse wurde auf dem Grund des Klostergartens der Schwarzspanier angelegt.[2] Nach dem Komponisten ist auch der Beethovenplatz im 1. Bezirk, Innere Stadt, der Beethovengang  im 19. Bezirk. Döbling, und die Beethovenstraße im 23. Bezirk, Liesing, benannt.
- Berggasse, 1862 benannt nach dem Gefälle am Ufer des Donaukanals zwischen Währinger Straße und Porzellangasse (dem Schottenberg bzw. Ochsenberg). In früheren Zeiten wurden bereits kleine Erhebungen als „Berg“ bezeichnet. Berggassen gab es folglich auch im (heutigen) 6., 11., 13., 14., 17., 18., 19. (zweimal), 21. und 23. Bezirk, Bergstraßen gab es im 10., 13. (zweimal) und 14. Bezirk. Die Gegend an der unteren Berggasse (von der heutigen Servitengasse bis zum Donaukanal) hieß 1357 Unter den Holzern; seit 1784 hieß dieses Stück Holzstraße, das obere Stück Bergstraße; der Teil von der Liechtensteinstraße bis zur Porzellangasse hieß 1778 Am Glacis (1858 in die Bergstraße einbezogen).[3] Die Adresse Berggasse 19 ist durch Sigmund Freud sehr bekannt geworden.
- Berta-Zuckerkandl-Weg, 2009 benannt nach der Schriftstellerin, Journalistin, Kritikerin und Salonière Berta Zuckerkandl-Szeps (1864–1945); sie führte in Wien vom späten 19. Jahrhundert bis 1938 einen literarischen Salon. In diesem verkehrte die künstlerische und wissenschaftliche Elite des Landes, unter ihnen Franz Theodor Csokor, Gustav Klimt, Johann Strauss der Jüngere, Max Reinhardt und Arthur Schnitzler. Als Journalistin für Theater und Kunst arbeitete sie für die „Wiener Allgemeine Zeitung“ und das „Neue Wiener Journal“.
- Bertha-Löwi-Weg, 2014 benannt nach Bertha Löwi (1867–1941); die Wienerin jüdischer Herkunft beging 1941 wegen ihrer bevorstehenden Deportation Selbstmord. Die Straßenbenennung war 2013 wegen „mangelnder Verdienste um die Stadt Wien“ umstritten.[4] Die Verkehrsfläche ist ein Fußweg zwischen Lustkandlgasse und Wilhelm-Exner-Gasse und hat keine Adressen.
- Bindergasse, 1862 benannt nach den Fassbindern, die hier Arbeitsstätten und Wohnungen hatten; am Beginn der Gasse führt die Binderstiege zur Nussdorfer Straße. Wahrscheinlich war das Liechtensteinsche Brauhaus Hauptabnehmer der Erzeugnisse. Namensgebend war das Hausschild „Zu den 3 Bindern“ auf Nr. 11, das bereits 1773 erwähnt wurde. Die Gasse hieß 1776–1862 Krongasse nach dem Hausnamen „Zur goldenen Krone“ in der Bindergasse 1.
- Bleichergasse, 1862 benannt nach den hier einst ansässigen Betrieben zur Wachsbleiche. Im oberen Teil der Bleichergasse und der Fuchsthallergasse (begrenzt durch die heutige Lustkandlgasse) war 1801 die Wachsbleiche und Kerzenfabrik der Gebrüder Moritz, Albert und Ernest Edle von Hönigshof. Das Bienenwachs, von Natur aus gelb, wurde auf einer Wiese aufgelegt und durch die Sonne gebleicht. Die Gasse wird 1788 als Bleichergässel erwähnt sowie 1803 und 1813 als Stiegengässel; 1825–1862 hieß sie Wachsbleichgasse.[5]
- Boltzmanngasse, 1913 benannt nach dem Physiker und Philosophen Ludwig Boltzmann (1844–1906); sein Lebenswerk war die Neuaufstellung der Thermodynamik. Dabei begründete er mit James Clerk Maxwell die Statistische Mechanik (Boltzmann-Statistik) und deutete die Entropie als eine mikroskopische Größe. Zahlreiche Begriffe leiten sich von Ludwig Boltzmann ab: Boltzmann-Konstante, Boltzmann-Faktor, Boltzmann-Gleichung, Boltzmann-Maschine, Maxwell-Boltzmann-Verteilung, die Lattice-Boltzmann-Methode zur numerischen Strömungssimulation und die Ludwig Boltzmann Gesellschaft. Die Gasse hieß 1778 Am Spanischen Spitalberg (nach einem Spital der Schwarzspanier), 1779 Spitalberg, 1791 und 1816 Spitalberggasse, 1820 Karlsgasse, 1825 Carlsgasse, 1835 am Spitelberg, 1846 und 1853 wieder Karlsgasse und 1862–1913 Waisenhausgasse.
- Borschkegasse, 1894 benannt nach dem Rechtsanwalt Franz Borschke (1848–1892), k.k. Hof- und Gerichtsadvokat (ab 1879). Zu Beginn der 1880er-Jahre wandte er sich der Kommunalpolitik zu und war 1882–1892 Wiener Gemeinderat, 1889 wurde er 2. Bürgermeister-Stellvertreter von Wien.[6] Er wohnte in der Porzellangasse im 9. Bezirk. Der westlichste Teil der Gasse (vom Gürtel bis zur Zimmermanngasse) zählte bis 1905 zum 18. Bezirk und hieß bis dahin Czermackgasse wie die Fortsetzung westlich des Gürtels, die 1960 in Leo-Slezak-Gasse umbenannt wurde.[7]
- Brünnlbadgasse, 1862 benannt einer ehemaligen Heilquelle, die bereits 1391 als Goldbrünnl erwähnt wurde. 1795 wurde an ihrem Standort in der heutigen Lazarettgasse 16 ein Bau errichtet, der sich des mineralhaltigen Wassers wegen zu einem Kurzentrum entwickelte, in dem ab 1860 Wiens erste Kaltwasserheilanstalt eingerichtet wurde; siehe auch Gilgegasse. Da die Quelle wanderte, musste das Brünnlbad 1898 an einem neuen Standort in der Borschkegasse 4 neu erbaut werden. 1957 wurde die Badeanstalt abgerissen. Die Gasse hieß vorher Brünnlgasse, Bründlgasse, bzw. Bründlbadgasse; ein Teil hieß Zwerchgasse und 1790–1845 Sauerkräutlergasse.

## C

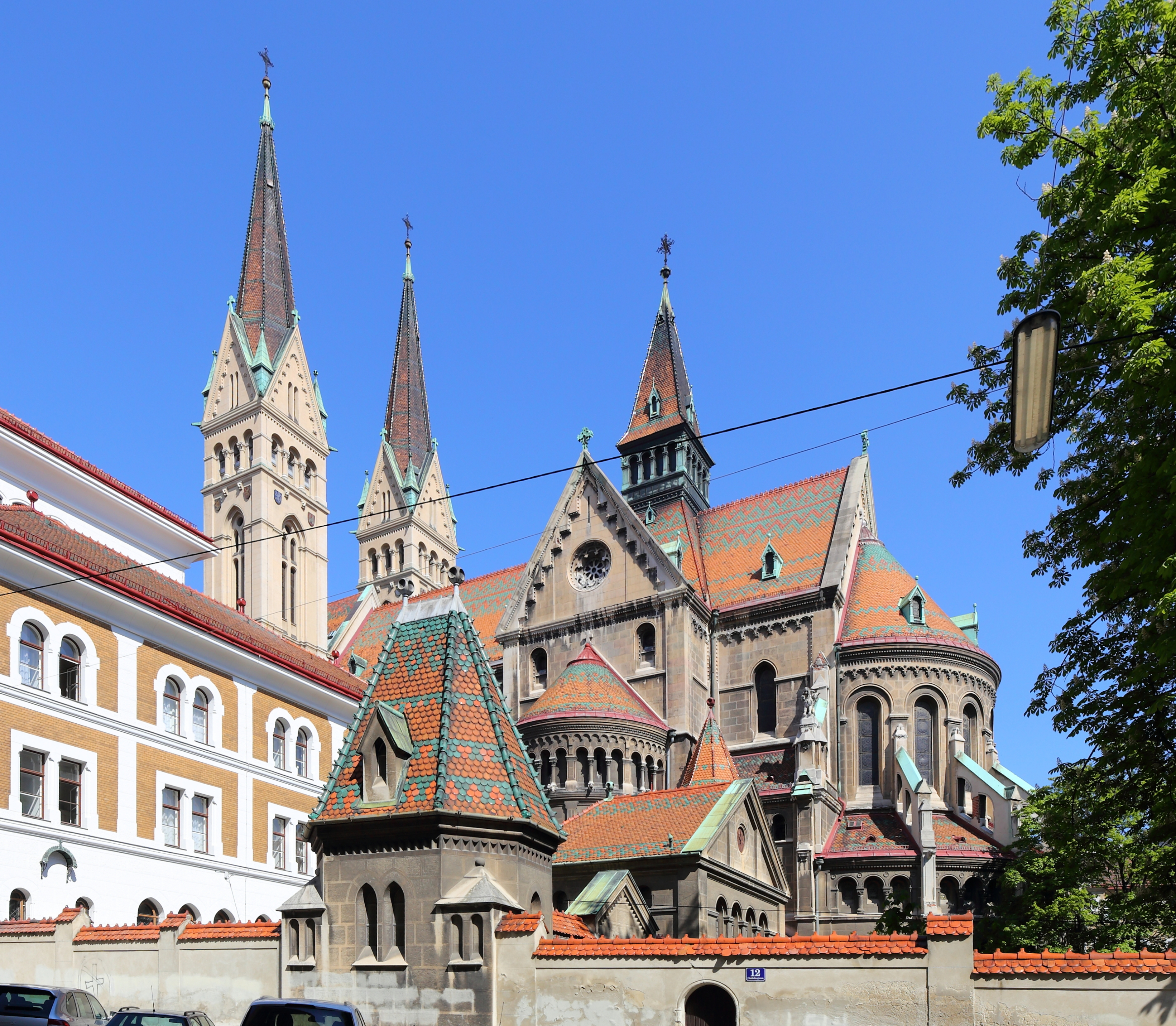
Die Canisiuskirche von der Canisiusgasse aus gesehen

- Canisiusgasse, 1900 benannt nach dem Theologen und Schriftsteller Petrus Canisius (auch Kanisius, Kanijs bzw. Kanîs, 1521–1597); der Jesuitenpater war Rektor und Theologieprofessor der Universität Ingolstadt und zählte zu den ersten Jesuiten, die ab 1551 nach Wien beordert wurden, um die Gegenreformation voranzutreiben. Auf ihn gehen die ersten katholischen Katechismen zurück. 1554–1555 war er Administrator der Diözese Wien. 1869 wurde er selig- und 1925 von Pius XI. heiliggesprochen und zum Kirchenlehrer ernannt. Die Canisiuskirche im Alsergrund ist ebenfalls nach ihm benannt. Der Teil oberhalb der Sobieskigasse hieß um 1830 Wallgasse (nach dem Linienwall) und der Teil zur Nussdorfer Straße hieß 1862–1900 Gemeindegasse; der dem Gürtel nächste Häuserblock gehörte bis 1905 zum 18. Bezirk.
- Carl-Szokoll-Platz, 2008 benannt nach dem Offizier und Filmproduzenten Carl Szokoll (1915–2004); als Major der deutschen Wehrmacht war er als Widerstandskämpfer maßgeblich an der „Operation Radetzky“ beteiligt. Ziel war es, die sowjetischen Truppen 1945 bei der Befreiung der Stadt zu unterstützen und größere Zerstörungen in der Stadt (Hitlers „Nerobefehl“) zu verhindern. Der Plan wurde verraten, Szokoll konnte jedoch fliehen. Nach dem Krieg arbeitete er erfolgreich als Filmproduzent. Siehe auch die Alfred-Huth-Gasse, die Ferdinand-Käs-Gasse, die Karl-Biedermann-Gasse und die Rudolf-Raschke-Gasse im 21. Bezirk Floridsdorf.
- Clusiusgasse, 1876 benannt nach dem niederländischen Gelehrten, Arzt und Botaniker Charles de l’Écluse (lat. Carolus Clusius, 1525–1609), Hofbotaniker Maximilians II. und Direktor der kaiserlichen Gärten in Wien. Clusius kannte wie kein anderer Botaniker seiner Zeit sehr viele Pflanzen aus verschiedensten Gegenden Europas, keiner hat so viele neue Arten entdeckt, beschrieben und abgebildet. Er förderte auch die Verbreitung exotischer Nahrungs- und Zierpflanzen. So verdankt ihm Wien unter anderem die Einführung der Rosskastanie (1576), der Tulpe und der Kartoffel (1588) sowie der Kaiserkrone. Wien wurde durch sein Wirken zu einem Zentrum der Blumenzucht.

## D
- Dietrichsteingasse, 1862 benannt nach dem Diplomaten Johann Baptist Karl Fürst Dietrichstein (1728–1808), Obersthofstallmeister (ab 1756), Ritter des Ordens vom Goldenen Vlies (1767). Der Fürst, ein Günstling von Joseph II., begleitete den Kaiser auf seiner Reise in das Banat und 1769 nach Italien. Bis zur Gasse reichte der große Garten, den der Fürst von seinem Sommerpalais in der Währinger Straße ausgehend hangabwärts bis zur Liechtensteinstraße auf 1690 gekauftem Grund anlegen ließ. Palais und Park gehören heute zum 1954 eröffneten Lycée Français de Vienne.
- D’Orsaygasse, 1847 benannt nach Dominika Gräfin Grimaud d’Orsay (1789–1847), geborene Gräfin von Lodron-Laterano; sie ließ hier den Grund parzellieren und 1846 die ersten Häuser in der Gasse errichten.
- Dreihackengasse, 1870 benannt nach dem Gasthaus „Zu den drei Hacken“ in der Nussdorfer Straße 27; deshalb hieß auch dieser ansteigende Teil der Nussdorfer Straße früher Dreihackenberg. (Der Name ist nicht zu verwechseln mit „Zu den drei Hackeln“ in der Piaristengasse, die in Johann Nestroys Stück „Weder Lorbeerbaum noch Bettelstab“ von 1835 vorkommt).

## E
- Ehrenhaft-Steindler-Platz, 2017 benannt nach der Physikerin, Lehrerin und Schuldirektorin Olga Ehrenhaft-Steindler (1879–1933). Ab 1899 studierte sie als erste Frau in Österreich Physik und Mathematik, 1903 promovierte sie. Danach begann sie ein Engagement auf dem Gebiet der Mädchen- und Frauenbildung. 1907 gründete sie in Wien die erste Handelsakademie für Mädchen und im gleichen Jahr ein Mädchengymnasium.[8] Der Platz befindet sich an der Abzweigung der Boltzmanngasse von der Währinger Straße beim Institut für Organische Chemie.

## F

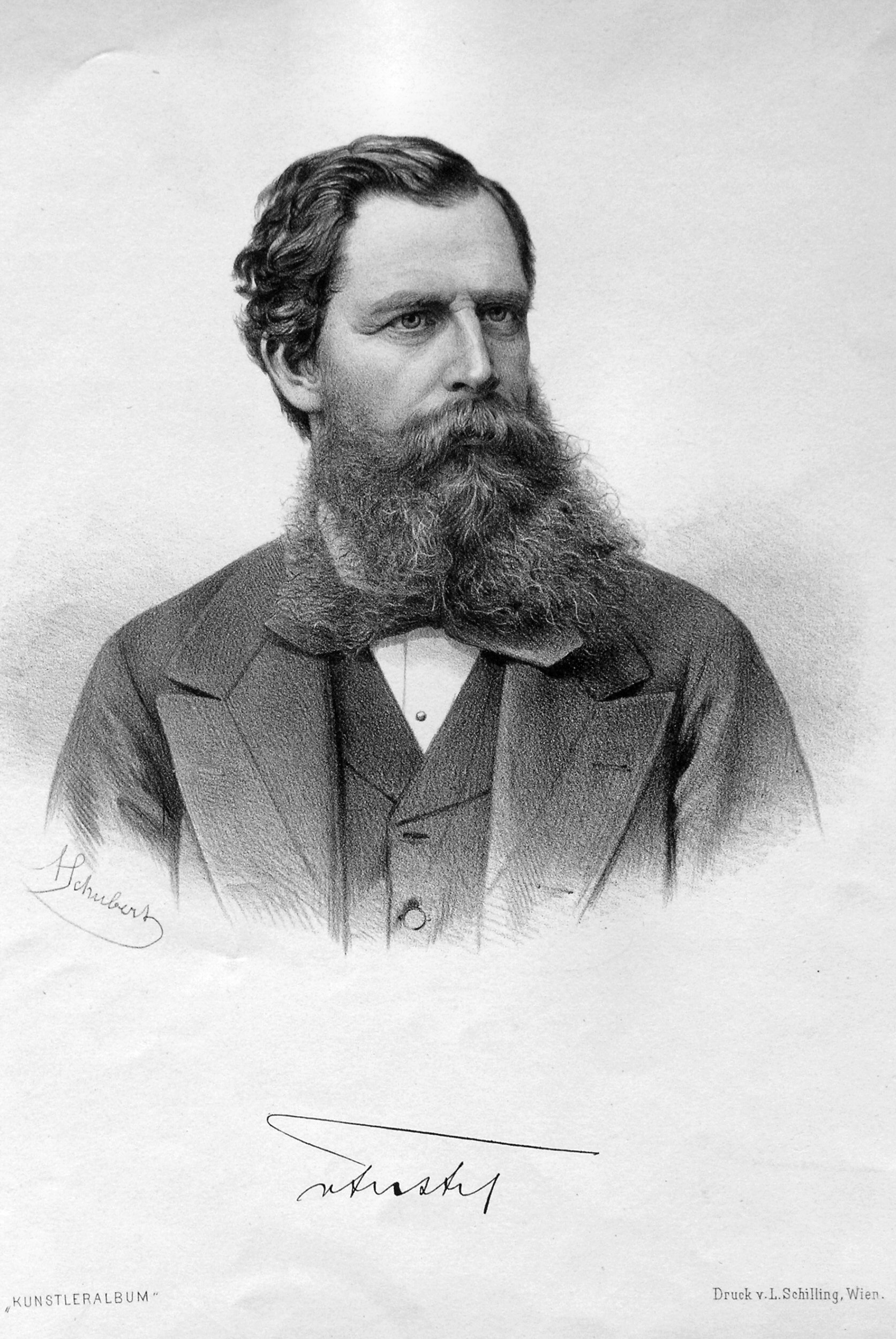
Heinrich von Ferstel

- Fechtergasse, 1862 benannt nach dem Hausschild „Zu den zwei Fechtern“. Fechtbrüder waren im 15. Jahrhundert und später Wanderlehrer des Waffenhandwerks, zu Zeiten, in denen auch der Bürgersmann und Handwerker sein Wehr und Waffen trug. Die Gasse hieß früher Thury Gässl, um 1778 Degengasse nach dem Hausschild „Zum goldenen Degen“ und um 1811 Zweyfechtergasse.
- Ferstelgasse, 1886 benannt nach dem Architekten Heinrich von Ferstel (1828–1883); bekannt wurde er durch den Bau der Votivkirche am Alsergrund (1856–1879), eines der bedeutendsten neugotischen Sakralbauwerke der Welt. Mit einer Höhe von 99 m ist sie die zweithöchste Kirche Wiens. Ferstel baute in der Folge u. a. das Gebäude der späteren Österreichisch-Ungarischen Bank, der Notenbank der Monarchie, mit dem Café Central (1860) und an der Ringstraße das k.k. Museum für angewandte Kunst (1871), die benachbarte k.k. Kunstgewerbeschule (1877) und die Universität Wien (1883). Die Gasse hieß vorher 1881–1886 Petrarcagasse.
- Fluchtgasse, 1862 benannt nach dem Hausschild „Zur Flucht nach Ägypten“ in der Fluchtgasse 2 bzw. Nussdorfer Straße 9. Die Gasse hieß vorher Währinger Linienstraße nach der Währinger Linie des Linienwalls.
- Frankgasse, 1875 benannt nach dem deutschen Arzt Johann Peter Frank (1745–1821); als Direktor des Wiener Allgemeinen Krankenhauses (1795–1805) begann er sofort mit der grundlegenden Modernisierung des Spitals. Er gilt als Pionier auf dem Gebiet der Sozialmedizin sowie des öffentlichen Gesundheitsdienstes und als einer der Begründer des Faches Hygiene als universitäres Fach. Frank trat für die grundlegende Verbesserung der Hygiene in öffentlichen Gebäuden, mehr Licht in Krankensälen, Grünanlagen in Städten, Sport und Gymnastik in Schulen und Pausen in den Arbeitszeiten ein.
- Frankhplatz, 1935 benannt nach dem Beamten Johann Theobald Frankh (auch Franckh, Lebensdaten unbekannt), kaiserlicher Rat. Er vermachte 1686 testamentarisch seine in der Alstergasse im Schaffernack aus sieben Grundstücken bestehende Besitzung zur Errichtung eines Soldatenspitals. Aus Geldmangel wurden die Kriegsversehrten samt Familien in den bereits bestehenden Kontumazhof (Seuchenspital) einquartiert. 1693 ordnete Kaiser Leopold I. die Errichtung des Großarmen- und Invalidenhauses an; um den Willen Franckhs zu berücksichtigen, bezogen 1697 im Trakt an der Alser Straße Kriegsversehrte ihr Quartier. Nach einer Besichtigung durch Kaiser Joseph II. (1783) wurde das „Großarmenhaus“ teilweise demoliert und umgebaut; 1784 fand die Eröffnung als „Allgemeines Krankenhaus“ statt; siehe auch Spitalgasse. Der Platz schließt östlich an den Otto-Wagner-Platz an; beide Plätze wurden auf dem südlichen Teil des ehemaligen Areals der Alser Kaserne angelegt. Östlich begrenzt den Frankhplatz mit der Hausnummer 2 die Seitenfront des 1887 / 1888 von Otto Wagner errichteten Wohnhauses, später wegen seiner Fassadengestaltung Hosenträgerhaus genannt (Eingang: 9., Garnisongasse 1), südlich (Hausnummer 1) die Seitenfront des Landesgerichts für Strafsachen Wien (Eingang: 8., Landesgerichtsstraße 11). In den Frankhplatz einbezogen ist hier der Straßenzug der Alser Straße mit Straßenbahnverkehr; der Platzteil südlich der Gleise zählt zum 8. Bezirk.
- Franz-Salmhofer-Platz, 1989 benannt nach dem Komponisten, Dirigenten und Dichter Franz Salmhofer (1900–1975); von 1929 bis 1945 war er Kapellmeister am Burgtheater, von 1945 bis 1954 dann Direktor der Wiener Staatsoper, danach an der Volksoper (1956–1963). Er komponierte vor allem Bühnenwerke, die sich an die Tradition der Spätromantik anlehnten, aber mit dem Heiteren Herbarium nach Karl Heinrich Waggerl z. B. auch eine Vertonung zeitgenössischer Lyrik. Die Salmhoferstraße im 23. Bezirk Liesing ist ebenfalls nach ihm benannt.
- Fuchsthallergasse, 1890 benannt nach dem Seidenzeugfabrikanten Karl Fuchsthaller (1770–1846), Mitglied des Äußeren Rats, Grundrichter von Michelbeuern (1810–1843). Er setzte sich für Bedürftige ein, wurde „Armen- und Kirchenvater“ und erhielt die Goldene Zivil-Verdienstmedaille und die Goldene Salvator-Medaille. Ab 1804 gehörte ihm das Haus Bleichergasse 5–7 „Zum Hönigsberg“. Zwischen der Bleichergasse und der Fuchsthallergasse befand sich die Fuchsthallersche Färberei und Bleicherei.[9] Die Gasse hieß ursprünglich ab 1825 Währinger Linienstraße, ab 1853 war sie ein Teil der Fluchtgasse.
- Fürstengasse, 1862 benannt nach dem Fürstenhaus Liechtenstein, das hier 1698–1711 ein Gartenpalais erbauen ließ, das heute als Liechtenstein-Museum fungiert. Auf den ehemals Auerspergschen Liegenschaften ließ sich Johann Adam Andreas von Liechtenstein nach den Plänen des Baumeisters Domenico Martinelli (die Ausführung leitete Johann Bernhard Fischer von Erlach) einen Sommerpalast bauen, der auch die Liechtensteinsche Gemäldegalerie aufnahm. (Später wurde nördlich des Parks, an der Alserbachstraße, von Heinrich von Ferstel 1873–1875 ein weiteres Palais errichtet.) Siehe auch Liechtensteinstraße. Die Gasse hieß davor Färbergasse nach dem ehemaligen Färberhaus der Leinweber- und Tüchelmacherzunft, das 1840 mit der Liechtensteinischen Besitzung vereinigt wurde.[10]

## G
- Galileigasse, 1870 benannt nach dem italienischen Philosophen, Mathematiker, Physiker und Astronomen Galileo Galilei (1564–1642), Professor der Mathematik in Pisa, Padua und am Hof zu Florenz. Am Schiefen Turm von Pisa führte er (angeblich) seine berühmten Fallversuche durch. Galilei benutzte als erster zur Erforschung des Sternenhimmels das Fernrohr. Er entdeckte 1610 die vier hellen Monde des Planeten Jupiter und errechnete ihre Bahnen, entdeckte die Sonnenflecken, den Sternenreichtum der Milchstraße, erklärte die Naturvorgänge aus Naturgesetzen und setzte sich für das Kopernikanische Weltbild ein.
- Garelligasse, 1888 benannt nach dem Mediziner Pius Nikolaus Garelli (1675–1739), Leibarzt Kaiser Karls VI., Dekan der medizinischen Fakultät der Universität Wien. 1723 wurde er Präfekt (Vorstand) der Hofbibliothek, die unter ihm 1726 in ihr heutiges Gebäude kam. Durch seine Heirat mit Maria Barbara Cäcilia von Schickh (Tochter des Georg Friedrich Schickh, Verfasser der Pragmatischen Sanktion) kam Garelli 1736 in den Besitz des Hauses Alservorstadt 276 (heute Währinger Straße 22).[11]
- Garnisongasse, 1862 benannt nach dem Militär-Garnisons-Hauptspital (dem späteren Garnisonsspital Nr. 1), das Ecke Van-Swieten-Gasse an die Garnisongasse angrenzte. Seine Ursprünge gehen auf den Beamten Johann Franckh zurück, der 1686 seine Grundstücke für die Errichtung eines Soldatenspitals stiftete; siehe Frankhplatz. Das Spital wurde unter Kaiser Joseph II. 1787 eröffnet; das benachbarte, 1785 fertiggestellte Josephinum wurde ihm angegliedert. Nach dem Ersten Weltkrieg wurde das Spital 1920 (ohne das Josephinum) in das Allgemeine Krankenhaus der Stadt Wien, zugleich Universitätskliniken, einbezogen (auf dem Lageplan: Garnisonshof). Die 1841 eröffnete Gasse hieß ursprünglich seit 1843 Kirchengasse.
- Georg-Sigl-Gasse, 1888 benannt nach dem Maschinenbauer und Unternehmer Georg Sigl (1811–1887), Inhaber der Güntherschen Lokomotiv-Fabrik Wiener Neustadt (ab 1861). Er baute das Werk zur größten Maschinenfabrik der Monarchie aus; 1870 wurde bereits die 1.000. Lokomotive hergestellt und die Belegschaft zählte annähernd 3.000 Personen. Sigl beteiligte sich an zahlreichen weiteren Unternehmen; so fabrizierte er Ölpressen, Schiffsmaschinen, Wasserhaltungsmaschinen, Arsenaleinrichtungen und Trägerkonstruktionen (unter anderem auch den Dachstuhl für die Votivkirche). Siehe auch Gießergasse.
- Gießergasse, 1862 benannt. In der Nähe befanden sich einige Eisengießereien, darunter die von Georg Sigl (siehe Georg Sigl-Gasse). Aus dem Gebäude der Gießerei der Stahlrohrmöbelfabrik Josef und Leopold Quittner entstand die spätere Bundesversuchsanstalt für Kraftfahrzeuge in der Michelbeuerngasse.[12] Ein Teil der Sigl'schen Gießerei wurde 1884 der Technologisches Gewerbemuseum genannten höheren Lehranstalt angegliedert. Die Gasse hieß vorher Quergasse.
- Gilgegasse, 1910 benannt nach dem Juristen Karl Gilge (1834–1888), Wiener Gemeinderat (1886–1888); er war Besitzer des Brünnlbades, das sein Vater 1860 als erste Kaltwasserheilanstalt Wiens eröffnet hatte; siehe Brünnlbadgasse. Die Gasse hieß vorher 1876–1910 Brünnlmühlgasse nach der Brünnlmühle; diese lag ungefähr bei der Lazarettgasse 26 und wurde von der Als betrieben.[13]
- Glasergasse, 1888 benannt nach dem Rechtswissenschaftler und Politiker Julius Anton Glaser (1831–1885), Professor für österreichisches Strafrecht an der Universität Wien (ab 1860), Dekan der juristischen Fakultät (ab 1867), Sektionschef im Ministerium für Kultus und Unterricht (1868–1870). Als Mitglied des deutschen Juristentags war er zugleich für die Reform der österreichischen Strafgesetzgebung, vor allem für das Zustandekommen der neuen Strafprozessordnung, tätig. Er trat besonders für die Geschworenengerichte und für die Abschaffung der Todesstrafe ein. 1871–1879 war er k.k. Justizminister im Kabinett von Adolf Fürst Auersperg. Die Gasse hieß 1938–1945 Scheuchgasse.
- Grundlgasse, 1905 benannt nach dem Geistlichen Anton Grundl (1825–1896), Pfarrer in Manhartsbrunn, in Jedlersdorf (1869–1881) und in Lichtental (1881–1896), fürsterzbischöflicher geistlicher Rat. Er ließ ab 1888 die Lichtentaler Pfarrkirche renovieren und war Mitbegründer des katholischen Gesellenvereins Alsergrund.
- Grünentorgasse, 1862 benannt nach einem Gasthausschild „Zum grünen Tor“. Das alte, aus dem 17. Jahrhundert stammende Haus gehörte 1729 dem burgerlichen Gastgeb Tobias Weidinger, der über seiner Schenke ein Schild mit einem grün gestrichenen rundbogigen Flügeltor befestigte.[14] Der Teil von der Servitengasse bis zur Hahngasse hieß 1827–1862 Kirchengasse, da er zur Servitenkirche führte.
- Günthergasse, 1875 benannt nach dem Philosophen und Theologen Anton Günther (1783–1863); er schuf eine neue katholisch philosophische Lehre, „Güntherianismus“ genannt, die hauptsächlich in einer rationalen Begründung des Christentums und einer fundierten Anthropologie bestand. 1857 wurden seine Schriften auf den Index der katholischen Kirche gesetzt und der Vatikan verwarf seine Lehre. Seine Schüler gründeten die Altkatholische Kirche.
- Gussenbauergasse, 1910 benannt nach dem Chirurgen Carl Gussenbauer (1842–1903), Professor in Lüttich, Prag und Wien, Rektor der Universität Wien (1902–1903), Präsident der Wiener Ärztekammer. Ab 1894 leitete er als Nachfolger von Theodor Billroth die II. Chirurgische Universitätsklinik. Er entwickelte zahlreiche neue chirurgische Methoden und Instrumente und gilt darüber hinaus als Pionier in der Chirurgie der Bauchspeicheldrüse.

## H

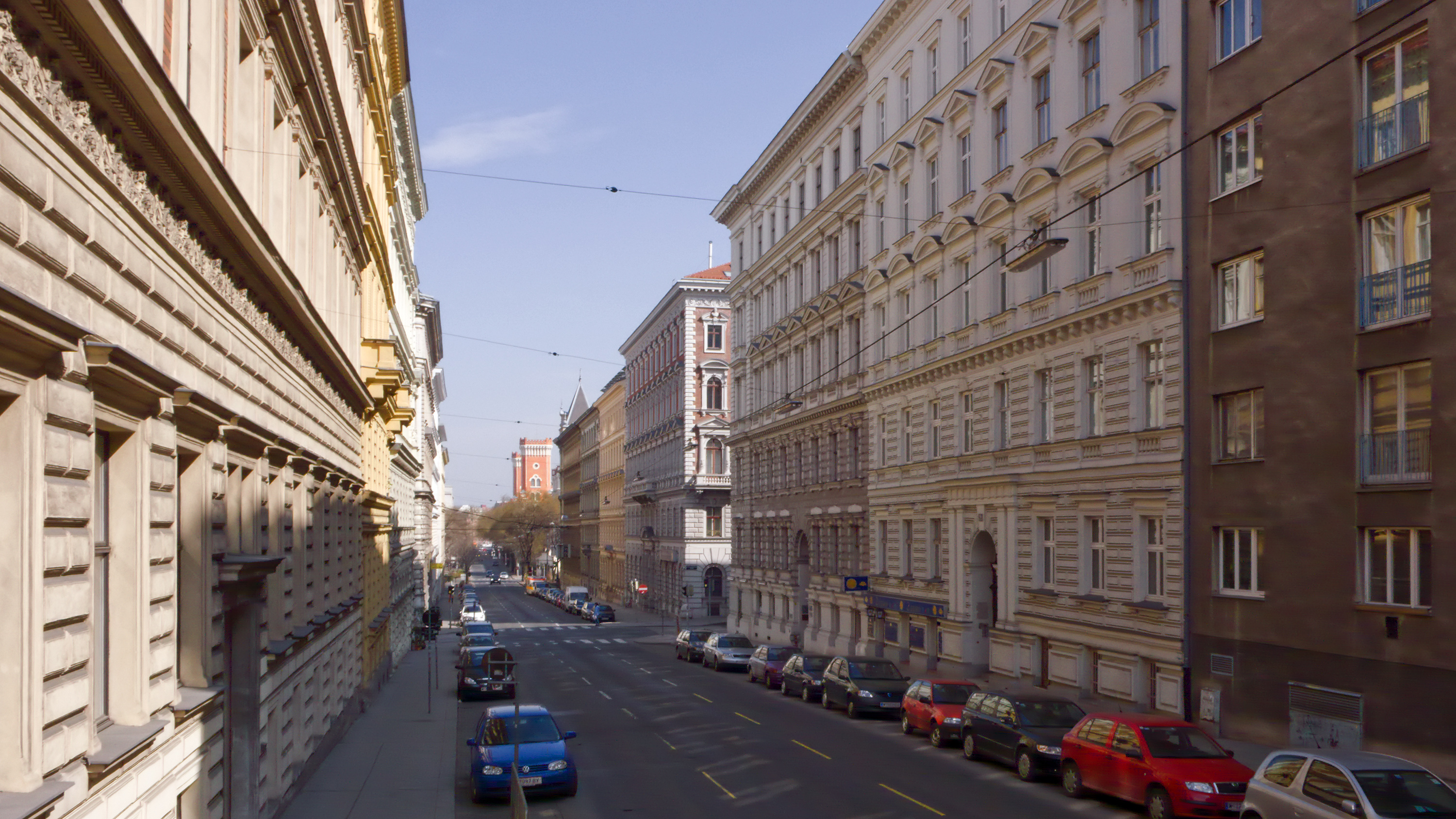
Hörlgasse

- Hahngasse, 1862 benannt nach dem Gasthaus „Zum weißen Hahn“ (ON 4). Das Wirtshaus, in dem hauptsächlich Fuhrleute einkehrten, wurde bereits 1640 erwähnt. Die Gasse hieß um 1770 Fuhrmannsgasse, um 1853 Weiße Hahngasse und 1938–1945 Sennhofergasse. Die bauliche Fortsetzung der Verkehrsfläche von Pramergasse bis Seegasse wird in Adolph Lehmann’s Allgemeinem Wohnungs-Anzeiger erstmals 1883 vermerkt, dürfte also 1882 erfolgt sein, dem Baujahr der Mädchen-Volksschule Hahngasse 35, die am 17. September 1883 ihren Betrieb aufnahm.
- Harmoniegasse, 1865 benannt nach dem ehemaligen Harmonietheater im unmittelbar benachbarten Haus Wasagasse 33. Das Theater wurde 1864–1865 von Otto Wagner erbaut und fasste nach 1900 etwa 900 Sitzplätze, 20 Logen und 450 Stehplätze. Es wurde hauptsächlich als Bühne für Operette, Varieté und Revue bekannt. 1872 wurde es vom Gastwirt Eduard Danzer übernommen, der ihm den Namen Danzers Orpheum gab. 1908 erhielt das Theater den Namen Neue Wiener Bühne und widmete sich fortan dem Schauspiel. 1928 wurde es geschlossen und später abgetragen.
- Haulerstraße, 1934 benannt nach dem Lehrer und klassischen Philologen Johann Hauler (1829–1888), Oberlehrer am Theresianum und ab 1862 am Akademischen Gymnasium. Er war ein Vorkämpfer des Vereins „Mittelschule“ und des Französischunterrichts. Sein Lateinisches Übungsbuch erschien bis 1938 in 32 Auflagen. Die Straße hieß vorher 1925–1934 Paul-Hock-Straße (nach Dr. Paul Hock, 1857–1924, bis 1919 Freiherr, 1907–1918 Reichsratsabgeordneter, 1918 / 1919 Mitglied der Provisorischen Nationalversammlung für Deutschösterreich).[15]
- Hebragasse, 1886 benannt nach dem Dermatologen Ferdinand von Hebra (1816–1880); er wird als Begründer der wissenschaftlichen Lehre von den Hautkrankheiten angesehen. Im Wiener Allgemeinen Krankenhaus übernahm er – als erster Ordinarius für Dermatologie in Österreich überhaupt – mit 29 Jahren die Abteilung für Hautkrankheiten und entwickelte eine neue Terminologie und neue Therapieformen. Er wies nach, dass es sich beim Erreger der Krätze um einen Parasiten handelt. Außerdem erfand er das Wasserbett zur Prophylaxe bzw. Behandlung von Dekubitalgeschwüren.[16] Die Gasse war vorher ein Teil der Kinderspitalgasse; 1938–1945 hieß sie, wie ihre südliche Fortsetzung bis heute, Albertgasse.
- Heiligenstädter Lände, benannt (Datum unbekannt) nach der ehemals selbstständigen Gemeinde Heiligenstadt; siehe Heiligenstädter Straße. Die Straße hieß um 1800 Hufsteig.
- Heiligenstädter Straße, 1894 benannt nach der ehemals selbstständigen Gemeinde Heiligenstadt. Der Name leitet sich vermutlich davon ab, dass in diesem Gebiet bereits in heidnischer Zeit ein heiliger Ort lag. Erstmals erwähnt wurde der Ort 1120 jedoch als St. Michael. Erst Ende des 12. Jahrhunderts taucht der Zusatz Sanctum Locum (Heiligenstadt) in den Urkunden auf. Letztlich ist jedoch ungeklärt, worauf sich die bezeichnete heilige Stätte bezieht. 1892 wurde Heiligenstadt zum 19. Bezirk eingemeindet, der auch diesen Namen erhielt. Der Großteil der Straße befindet sich im 19. Bezirk. Sie hieß um 1706 Nussdorfer Weg, 1721–1894 Nussdorfer Straße (weil sie nach Nussdorf führt) und 1938–1945 teilweise Berliner Straße. Wichtigstes Gebäude an der Straße ist der riesige Karl-Marx-Hof.
- Hernalser Gürtel, 1904 benannt nach der ehemals selbstständigen Gemeinde Hernals, die ihren Namen vom Rittergeschlecht der „Herren von Als“ herleitet. Die erste urkundliche Nennung von Hernals stammt aus dem Jahr 1044, als Sighard IV. dem Stift Sankt Peter in Salzburg „zwei Edelhuben (= behauste Hofstätten) an der Als“ schenkte. Der Name findet sich 1449 als Herren Allss, 1438 als Herrenals, 1457 als Herrnalss, 1549 als Hernalss und 1586 als Hernals. 1892 wurde Hernals als 17. Bezirk eingemeindet. Die Straße hieß vorher Gürtelstraße. Die südwärts führende Fahrbahn befindet sich im 17. Bezirk; die Bezirksgrenze verläuft an der westlichen Kante des U-Bahn-Viadukts.
- Himmelpfortstiege, 1862 benannt zur Erinnerung an die ehemals selbstständige Gemeinde Himmelpfortgrund; der Name dieses Ortes leitet sich vom 1783 aufgehobenen Himmelpfortkloster (Chorfrauenstift zur Himmelpforte) ab. 1733 wurde die Himmelpfortstiege errichtet, die über 61 Stufen (früher 73 Stufen) die höher gelegene Nussdorfer Straße mit der Liechtensteinstraße verbindet. 1850 wurde der Himmelpfortgrund mit anderen Vorstädten als 9. Bezirk eingemeindet. Die Gasse hieß ursprünglich Gaßl, Die Stiege, An der Steinernen Stiege, Stiegengasse und Bergsteiggasse.
- Höfergasse, 1794 benannt nach dem Tischlermeister Wilhelm Höfer (auch Hofer und Hoffer, 1721–1811); er ließ seinen großen Garten in zwölf Baustellen parzellieren und eröffnete 1794 durch Hausbau die Gasse.
- Hörlgasse, 1870 benannt nach dem Juristen und Bürgermeister Josef Georg Hörl (1722–1806); er war 1773–1804 Bürgermeister von Wien und beriet ab 1778 Kaiser Joseph II. bei der Reorganisation der Verwaltung. In Hörls Amtszeit fiel die Errichtung des Allgemeinen Krankenhauses (1784), des Theaters in der Josefstadt (1788) und des Theaters an der Wien (1798–1801). Mit 31 Dienstjahren war er der am längsten amtierende Bürgermeister von Wien. Sein Nachfolger war Stephan Edler von Wohlleben; siehe die Wohllebengasse im 4. Bezirk Wieden.

## I
- Ingen-Housz-Gasse, 1910 benannt nach dem holländischen Chemiker und Arzt Jan Ingenhousz (1730–1799), ab 1768 kaiserlicher Leibarzt von Maria Theresia und Josef II. Er führte zahlreiche wissenschaftliche Experimente durch. So legte er dar, dass Pflanzen in Dunkelheit Kohlenstoffdioxid abgeben, dieses bei Licht aufnehmen und Sauerstoff abgeben. Weiter bewies er, dass der Kohlenstoff, den Pflanzen zum Wachstum benötigen, nicht dem Boden entzogen wird (wie bis dahin angenommen), sondern aus der Umgebungsluft stammt. 1784 ließ er im Wiener Prater vor einer großen Zuschauermenge einen Ballon aufsteigen. Die Gasse hieß davor Versorgungshausgasse.

## J

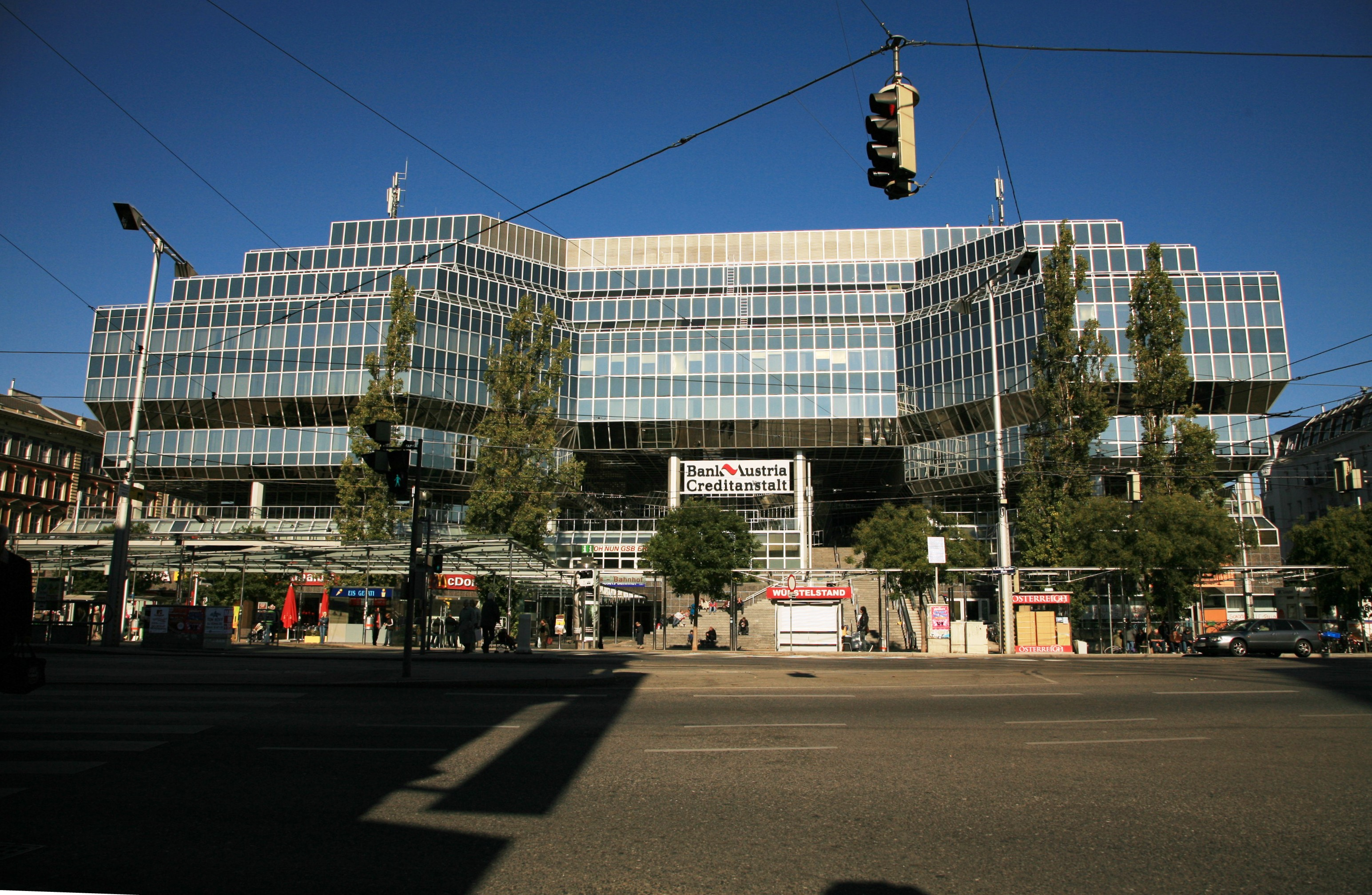
Bank-Austria-Gebäude und Franz-Josefs-Bahnhof am Julius-Tandler-Platz

- Jörg-Mauthe-Platz, 1991 benannt nach dem Journalisten, Schriftsteller und Kulturpolitiker Jörg Mauthe (1924–1986); er arbeitete ab 1947 als Journalist, ab 1950 als Kunstkritiker für die Wochenzeitschrift Die Furche und ab 1955 als Kulturredakteur in der Presse. 1978–1986 war er für die ÖVP Wiener Stadtrat und Mitglied des Wiener Gemeinderats. Als Stadtpolitiker setzte sich Mauthe besonders für die Stadtbilderhaltung und Denkmalpflege, die Wiederbelebung des echten Wienerliedes, die Beiselkultur und die Neue Wiener Küche ein und war der geistige Vater der Grätzelfeste und des Stadtfestes.
- Josef-Holaubek-Platz, 2000 benannt nach dem Beamten Josef Holaubek (1907–1999). Nach dem Zweiten Weltkrieg wurde er von Bürgermeister Theodor Körner zum Feuerwehrkommandanten von Wien (1945–1947) ernannt und baute die Berufsfeuerwehr Wien wieder auf. Von 1947 bis 1972 war er als Polizeipräsident Leiter der Bundespolizeidirektion Wien. Große Bekanntheit erlangte er, als er 1971 unbewaffnet und in Zivil einen entflohenen Schwerverbrecher, der sich bewaffnet und mit mehreren Geiseln in einem Wohnhaus verschanzt hatte, zur Aufgabe überreden konnte (I bin's, der Präsident!). Der Platz war zuvor Teil des Liechtenwerder Platzes.
- Julius-Tandler-Platz, 1949 benannt nach dem Arzt und Politiker Julius Tandler (1869–1936); er gehörte in seiner Zeit zu den führenden Anatomen der Universität Wien (ab 1910). Als Sozial- und Gesundheitsstadtrat des Wiener Stadtsenats (1920–1933) errichtete er in Wien zahlreiche soziale Einrichtungen, die heute noch bestehen, wie Mütter- und Eheberatungsstellen; auf ihn geht auch das Säuglingswäschepaket für jedes Wiener Neugeborene zurück. 1923 initiierte er die Schaffung des heutigen Julius-Tandler-Familienzentrums. Gemeinsam mit dem Chirurgen Leopold Schönbauer errichtete er in Wien die erste Krebsberatungsstelle. Der Platz hieß um 1830 Hauptplatz (am Althangrund), 1873–1938 Althanplatz, 1938–1945 Platz der Sudetendeutschen und 1945–1949 wieder Althanplatz. Im Historikerbericht Straßennamen Wiens seit 1860 als „Politische Erinnerungsorte“ aus dem Jahr 2013 ist die Straße Gruppe B (Diskussionsbedarf) zugeordnet[17]

## K
- Kinderspitalgasse, benannt (Datum unklar) nach dem St.-Anna-Kinderspital; das Spital wurde von Ludwig Wilhelm Mauthner 1837 in der damaligen Vorstadt Schottenfeld als das erste Kinderspital in Österreich-Ungarn gegründet; siehe auch Mariannengasse, Mauthnergasse und Widerhofergasse. Im Jahr 1848 übersiedelte das Spital an den heutigen Standort in der Kinderspitalgasse 6 am Alsergrund, in einen Neubau mit 120 Betten. Czeike führt als Benennungsdatum 1905 an; dies dürfte nur für die zwei Häuserblöcke zwischen Hebragasse und Gürtel zutreffen, die bis 1905 zum 17. Bezirk gehört haben. Die Kinderspitalgasse ist nämlich bereits in der Ausgabe 1859 von Lehmann's Allgemeinem Wohnungs-Anzeiger zu finden.[18] Vermutlich wurde die Gasse 1848 benannt.[19]
- Klammergasse, 1886 benannt nach dem Offizier und Pädagogen Karl Klammer (1810–1885); er dient zunächst beim Militär bis zum Rang des Hauptmanns. 1859 wurde er aus gesundheitlichen Gründen pensioniert und widmete sich in der Folge der Erziehung von Kindern. Er beherbergte oft 12 bis 15 Kinder bei sich, beschäftigte sie und unternahm mit ihnen Ausflüge. 1870 erhielt er den Franz-Joseph-Orden, 1880 wurde er durch die Ernennung zum Major ad honores (ehrenhalber) ausgezeichnet. Die Gasse wurde auf Antrag seiner Zöglinge nach ihm benannt.[20]
- Kolingasse, 1870 benannt zur Erinnerung an die Schlacht von Kolin 1757, bei der im Rahmen des Siebenjährigen Krieges der österreichische Feldmarschall Leopold Joseph von Daun den preußischen König Friedrich II. besiegte. Die Schlacht forderte rund 22.000 Tote und Verwundete. Das Schlachtfeld lag bei der böhmischen Stadt Kolín (heute Tschechien), knapp 60 km östlich von Prag. Siehe auch die Daungasse im 8. Bezirk Josefstadt.

## L

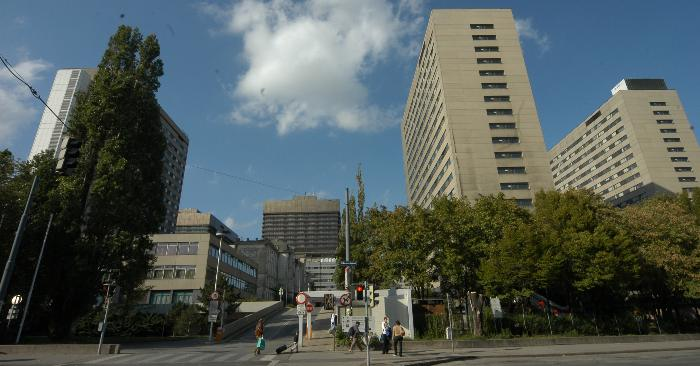
Eingang des AKH in der Lazarettgasse

- Lackierergasse, um 1802 benannt nach den hier einst sesshaften Lackierern. Ab 1788 befanden sich hier einige „Wagenmahler“ (= Wagenlackierer). Die Gasse hieß ursprünglich Bergsteig bzw. Bergsteiggäßl; 1777 wird sie als Contumaz Gässel erwähnt, 1782 als Contumaz Hof-Gaße (Kontumaz = Quarantäne, erzwungener Aufenthalt für ansteckend Kranke), 1802 als Lakirergassel und 1814 als Lakirergaßl; ab 1843 ist die heutige Form Lackierergasse üblich.
- Latschkagasse, 1906 benannt nach dem Geistlichen und Politiker Adam Latschka (1847–1905), Kooperator an der Votivkirche (ab 1890), Pfarrer von Alt-Ottakring (ab 1897). 1889–1902 war er Gemeinderat für den 9. Bezirk. Er trat u. a. für die Verstadtlichung der Freiwilligen Rettungsgesellschaft (1894), für die Einführung der elektrischen Beleuchtung auf dem Ring zwischen Kärntnertor und Stubenring (1895) und für ein schalldämpfendes Pflaster vor dem Allgemeinen Krankenhaus ein (1896). 1886 gründete Latschka einen Verein, aus dem die Christlichsoziale Partei hervorging.
- Lazarettgasse, 1862 benannt nach einem ehemaligen Lazarett. Wo heute die Spitalgasse, die Währinger Straße und die Nussdorfer Straße zusammentreffen, stand im 13. Jahrhundert am Ufer der Als ein Siechenhaus. Um Kirchlein und Spital entstand die Ortschaft Siechenals, die 1529 während der Ersten Türkenbelagerung zerstört wurde. 1540 ließ die Stadt Wien gegenüber (auf dem rechten Ufer) ein „Lazareth“ bauen. 1784 übergab man das Lazarett dem Allgemeinen Krankenhaus (AKH) zur Benützung; 1858 wurde es abgetragen. An seiner Stelle breitet sich seit 1928 der Arne-Karlsson-Park aus. In der Lazarettgasse befindet sich eine Einfahrt zu Personalwohnhäusern und älteren Klinikgebäuden des AKH.
- Lichtentaler Gasse, 1862 benannt nach der ehemals selbstständigen Gemeinde Lichtental, die erstmals 1280 als „Alt-Lichtenwörd“ erwähnt wurde; Grundherr war schon 1254 Heinrich I. von Liechtenstein. Der Begriff Werd oder Wörth bedeutete Insel und bezog sich auf die Lage des Ortes auf einer Insel zwischen einem später verlandeten Donauarm im Bereich der heutigen Liechtensteinstraße und der Als. Die Ortschaft wurde 1850 zum 9. Bezirk eingemeindet. Die Gasse, an der die Lichtentaler Pfarrkirche (auch als Schubertkirche bezeichnet, erstes Hochamt 1714) liegt, hieß um 1704 Creuz Gass, um 1778 lange Kreuzgasse, um 1796 Kirchengasse und 1843–1862 Große Kirchengasse.
- Liechtensteinstraße, 1862 benannt nach Johann Adam Andreas Fürst Liechtenstein (1657–1712); er setzte sich vor allem für die Reorganisation der fürstlichen Verwaltung ein. 1687 berief ihn Kaiser Leopold I. zum Geheimen Rat, 1693 erhielt er den Orden vom Goldenen Vlies. Er errichtete zwei prunkvolle Wiener Paläste, das Stadtpalais Liechtenstein in der Inneren Stadt und das Palais Liechtenstein im Alsergrund. Siehe auch Fürstengasse. Er ist auch der Begründer – aber nicht der Namensgeber – des Alsergrunder Bezirkteils Lichtental. Die Straße hieß in der Rossau um 1700 Untere Hauptstraße (im Gegensatz zur Währinger-Gasse), zwischen Glacis und Bauernfeldplatz ab 1778 Drey-Mohrengasse, zwischen Bauernfeldplatz und Alserbach seit 1796 Lange Gasse; in oder an den Vorstädten Thurygrund, Lichtental und Himmelpfortgrund um 1830 Hauptstraße (im Lichtental).
- Liechtenwerder Platz, 1904 benannt nach einer ehemals wiesenreichen Donauinsel, die bereits 1280 als Alt-Lichtenwörd erwähnt wurde (siehe Lichtentaler Gasse).
- Löblichgasse, 1898 benannt nach dem Kupferschmied und Politiker Franz Löblich (1827–1897), Gemeinderat (1683–1686), Landtagsabgeordneter (1870–1871) und Reichsratsabgeordneter (1879–1885). 1889–1897 war er Bezirksvorsteher für den Alsergrund. Eine seiner Leistungen mit nachhaltiger Bedeutung für heutigen 9. Bezirk war sein Erfolg bei der Standortwahl für den Franz-Josefs-Bahnhof (1872). Auch die Errichtung der 1880 eröffneten Markthalle Ecke Nussdorfer Straße / Alserbachstraße geht seine Initiative zurück.
- Lustkandlgasse, 1885 benannt nach dem Juristen und Politiker Wenzel Lustkandl (1832–1906), Professor für Staatsrecht an der Universität Wien (ab 1868). Ab 1870 gehörte er dem Wiener Gemeinderat an. 1873–1902 vertrat er die Deutschliberale Partei als Abgeordneter zum Landtag von Niederösterreich und war dabei maßgeblich an der Einführung des Reichsvolksschulgesetzes beteiligt. 1878–1885 war er Mitglied des Reichsrates, 1889 wurde er zum Landesschulrat für Niederösterreich ernannt. Die Gasse (östliche Häuserfront) bildete bis 1905 die Grenze zum 18. Bezirk.

## M

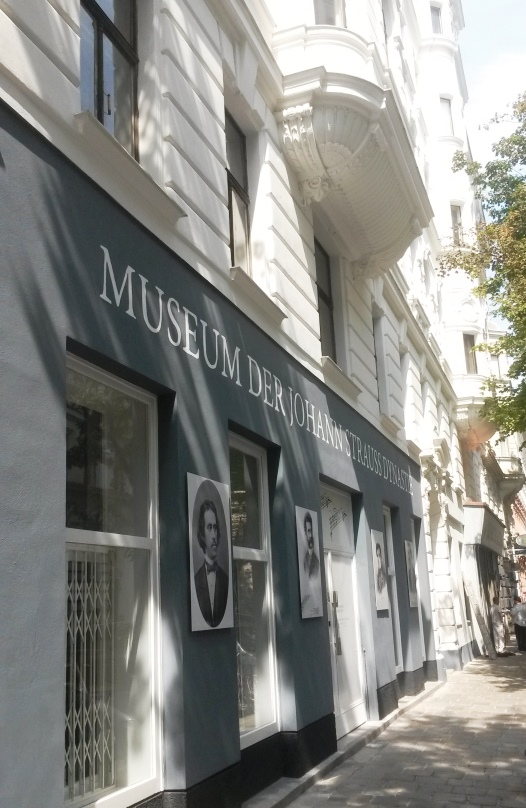
Fassade des Strauss Museums in der Müllnergasse 3.

- Mariannengasse, 1862 benannt nach Maria Anna von Savoyen (1803–1884), Tochter von Maria Theresia von Österreich-Este und Viktor Emanuel I., König von Sardinien. Durch ihre Heirat mit Kaiser Ferdinand I. (1831) wurde sie Kaiserin von Österreich. Sie übernahm die Patronanz über den Stiftungs- und Förderungsverein des St.-Anna-Kinderspitals; siehe auch Kinderspitalgasse, Mauthnergasse und Widerhofergasse. Die Gasse hieß vorher um 1778 In der dritten Alstergassen und um 1784 Schwarzadlergasse.
- Maria-Theresien-Straße, 1870 benannt nach Kaiserin Maria Theresia (1717–1780). Die regierende Erzherzogin von Österreich und Königin u. a. von Ungarn (mit Kroatien) und Böhmen (1740–1780) zählte zu den prägenden Monarchen der Ära des aufgeklärten Absolutismus. Sie erreichte 1745 Wahl und Krönung ihres Gatten Franz I. Stephan zum römisch-deutschen Kaiser (und wurde, obwohl nicht selbst gekrönt, fortan Kaiserin genannt). Der Maria-Theresien-Platz im 1. Bezirk Innere Stadt ist ebenfalls nach ihr benannt; siehe auch das Maria-Theresien-Denkmal, die Maria-Theresien-Kaserne und zahlreiche Maria-Theresien-Schlösseln. Die Straße wurde, wie die sie umgebenden Häuserblöcke, nach der 1858 begonnenen Schleifung der Stadtmauer um die Altstadt auf dem Areal des bisherigen Glacis parallel zum Schottenring neu angelegt. Die Grenze zwischen 1. und 9. Bezirk verläuft an der südseitigen Häuserfront (gerade Hausnummern); Gehsteige, Fahrbahnen und die nordseitige Häuserfront (ungerade Hausnummern) befinden sich im 9. Bezirk. Prominentester Anrainer an der nördlichen Straßenseite ist seit 1869 die Rossauer Kaserne (Nr. 21 und 23).
- Marktgasse, 1862 benannt nach dem bis 1879 hier bestandenen Lichtentaler Markt, der 1880 in die Markthalle Nussdorfer Straße verlegt wurde. Die Gasse hieß 1701 Hoffgasse (sie führte vom und zum Hof der Fürsten Liechtenstein), 1715 Hofgasse, 1726 Grienberg Gasse (nach dem Hausnamen Marktgasse 12, „Zum grünen Berg“), 1742 Kirchengasse, 1778 Obere Kirchgasse und 1843–1862 Kleine Kirchengasse.
- Mauthnergasse, 1888 benannt nach dem Mediziner Ludwig Wilhelm Mauthner von Mauthstein (1806–1858), Professor für Kinderheilkunde an der Universität Wien (ab 1851). Er gründete aus eigenen Mitteln und mit Hilfe von Spenden das St.-Anna-Kinderspital und brachte es zunächst 1837 in seinem Haus in der Kaiserstraße 49 unter. Es erwies sich bald als zu klein (12 Betten), sodass Mauthner 1847–1848 einen Neubau in der heutigen Kinderspitalgasse errichten ließ (120 Betten); er wurde der erste Direktor des Krankenhauses.[21] Siehe auch Kinderspitalgasse, Mariannengasse und Widerhofergasse. Die Gasse hieß 1852–1862 Annagasse, 1862–1888 Ludwiggasse und 1938–1945 Clausewitzgasse.
- Meynertgasse, 1894 benannt nach dem Psychiater und Neuroanatomen Theodor Meynert (1833–1892), Professor der Psychiatrie an der Universität Wien (ab 1870), Direktor der Psychiatrischen Klinik des Allgemeinen Krankenhauses. Er wurde zum Begründer einer naturwissenschaftlich ausgerichteten Psychiatrie und, im Geiste Rokitanskys, einer vergleichenden Anatomie des Zentralnervensystems. Sigmund Freud, Auguste Forel und Carl Wernicke studierten bei oder arbeiteten unter ihm.
- Michelbeuerngasse, 1862 benannt nach der ehemaligen Ortschaft Michelbeuern, seit 1850 Teil des 9. Bezirks, Alsergrund. Die Bezeichnung Michelbeuern geht zurück auf die bei Salzburg gelegene Benediktinerabtei Michaelbeuern. Schon im Restitutionsbrief im Rahmen der Stiftsweihe 1072 finden die Besitzungen Erwähnung, die als Hof zu Waring (Währing) bezeichnet werden. In der Zeit Josephs II. (1786) erfolgte die Abtretung des Stiftsbesitzes an den Wiener Magistrat für 10.000 Gulden. Die Gasse hieß 1831–1862 Neue Gasse.
- Mosergasse, 1874 benannt nach dem Bürgermeister Daniel Moser (1570–1639); er war dreimal Bürgermeister der Stadt Wien: 1610–1613, 1616–1622 und 1626–1637. Er besaß in der Rossau ein Schlösschen mit einem herrlichen Lustgarten, der von der Hahngasse bis zur Rossauer Lände reichte. Er unterstützte die katholische Restauration und Gegenreformation auf der Seite Kaiser Ferdinands II. Moser machte sich um die Stadt Wien so verdient, dass der Stadtrat seinen Besitz von allen Steuern und Dienstleistungen befreite.
- Müllnergasse, 1886 benannt nach dem Holzhändler Leopold Müllner (1814–1871); er errichtete verschiedene Stiftungen, darunter eine für Lehrer und eine zur Verbesserung der Kirchenmusik in der Servitenkirche. Sein Wohnhaus an der Rossauer Lände 9 hinterließ er einer Stiftung für Taubstumme. Die Gasse hieß vorher Ferstelgasse.

## N
- Nadlergasse, 1862 benannt nach mehreren hier ansässigen Betrieben der Nadler. 1776 erhielten die Unternehmer Joseph Bößwald, Joseph Wichtl und Kaspar Waldhütter einen „öden Grund“ zur Erbauung einer Nähnadel-, Schleif- und Pollermühle. Diese Nadelfabrik wurde von der Als betrieben und lag bei der Nadlergasse 10. Die Gasse hieß um 1725 Gäßl und um 1779 Gaßl. Siehe auch die Naglergasse im 1. Bezirk, Innere Stadt.
- Newaldgasse, 1898 benannt nach dem Rechtsanwalt und Bürgermeister Julius Newald (1824–1897); er war ab 1864 Mitglied des Wiener Gemeinderats, 1868 wurde er 2. und 1869 1. Bürgermeister-Stellvertreter. Im Jahr 1878 wurde er zum Bürgermeister von Wien gewählt. Seine Anliegen waren u. a. die Bauordnung, die Wiener Donauregulierung, der Bau der 1. Wiener Hochquellenwasserleitung und der Neubau des Wiener Rathauses. Er trat 1882 nach dem Ringtheaterbrand zurück, obwohl ihn an der Katastrophe nachweislich keine Schuld traf. Sein Vorgänger war Cajetan Felder; siehe die Felderstraße im 1. Bezirk Innere Stadt. Sein Nachfolger war Eduard Uhl; siehe den Uhlplatz im 8. Bezirk Josefstadt.
- Ni-Una-Menos-Platz, 2023 benannt nach einer feministischen Initiative in Lateinamerika. Die Bezeichnung heißt wörtlich Nicht Eine (Einzige) Weniger und soll ein Engagement gegen Femizide ausdrücken. Der zwickelförmige Platz liegt bei der Abzweigung der Fluchtgasse von der Nussdorfer Straße, dort befand sich eine Trafik, deren Besitzerin 2021 in einer Beziehungstat ermordet wurde.
- Nordbergstraße, 1899 benannt nach dem Beamten Karl Noé-Nordberg (1798–1885), Polizeidirektor (Polizei-Oberkommissär) in Wien (ab 1841), zeitweise auch von Mainz, Innsbruck und Linz. Er organisierte unter Metternich das berüchtigte Spitzelwesen; sein Konfidentennetz überspannte Frankreich, Belgien, England, Italien, Spanien und die Schweiz. 1836 wurde Noé mit dem Prädikat Edler von Nordberg in den Adelsstand erhoben.
- Nussdorfer Straße (bis 1999 amtlich: Nußdorfer Straße), 1862 benannt nach der ehemals selbstständigen Gemeinde Nussdorf, beiderseits des Nussbachs (Schreiberbach) an dessen Mündung in den Donaukanal gelegen, wohin die Straße, vom Stadtzentrum aus gesehen, führt. Nussdorf wurde urkundlich erstmals 1114 in einer Urkunde des Stifts Klosterneuburg als Nuzdorf genannt. Der Name des Ortes leitet sich von den zahlreichen Walnussbäumen und Haselnusssträuchern ab. Noch Anfang des 19. Jahrhunderts bestanden im Ort Nussbaumalleen. 1892 wurde Nussdorf zu Wien eingemeindet und Teil des neuen 19. Bezirks. Teile der Straße hießen 1727 Auf der obern straß, 1769 In der Hauptstraße, 1778 Hauptgasse, 1778 Auf der obern Strassen, 1787 Himmelpfortstrasse bzw. Lazarethgasse, 1802 Obere Hauptstraße, 1817 Himmelpfortgrunder Hauptstraße, 1825 Obere Straße und 1827 Am Alserbach.
- Nussgasse (bis 1999 amtlich: Nußgasse), 1862 benannt nach Nussbäumen, die früher hier standen. Die Gasse hieß vorher um 1830 Feythofgasse und 1843–1862 Friedhofgasse.

## O
- Oskar-Morgenstern-Platz, 2012 benannt nach dem Wirtschaftswissenschaftler Oskar Morgenstern (1902–1977); er war Direktor des Österreichischen Instituts für Konjunkturforschung und 1935–1938 Professor an der Universität Wien. 1963 war er Mitbegründer des Instituts für Höhere Studien (IHS) in Wien, das er bis 1970 auch leitete. Gemeinsam mit John von Neumann veröffentlichte er 1944 das Buch The Theory of Games and Economic Behavior und begründete damit die Spieltheorie. Auf dem elektronischen Stadtplan der Wiener Stadtverwaltung wurde auf dem Platz vor der Rossauer Brücke[Anm. 1] das vorher mit Rossauer Lände 3 bezeichnete Gebäude nunmehr als Oskar-Morgenstern-Platz 1 eingetragen; weitere Hausnummern bestehen nicht. Der Platz unterbricht somit die Rossauer Lände zwischen deren Gebäuden Nr. 1 und Nr. 5.
- Otto-Wagner-Platz, 1925 benannt nach dem Architekten Otto Wagner (1841–1918); er war der bedeutendste österreichische Architekt, Architekturtheoretiker und Stadtplaner Wiens der Belle Epoque.[22] Seine Jugendstilbauten, seine universitäre Tätigkeit und seine Schriften über Stadtplanung verhalfen ihm in den 1890er Jahren zur Weltgeltung. Er schuf u. a. die Gebäude der Stadtbahn, die Wienzeilenhäuser, die Wiener Postsparkasse und das Nussdorfer Wehr. Das Otto-Wagner-Spital ist ebenfalls nach ihm benannt. Der Platz wurde wie der östlich anschließende, kleinere Frankhplatz auf dem südlichen Teil des Areals der 1912 abgerissenen Alser Kaserne errichtet. Die nördliche Begrenzung des Platzes bildet das 1925 in Betrieb genommene Hauptgebäude der Österreichischen Nationalbank, westlich grenzt der Campus der Universität Wien mit seinem 1. Hof an, früher Allgemeines Krankenhaus der Stadt Wien / Universitätskliniken. Südlich des Platzes verläuft die Alser Straße.

## P

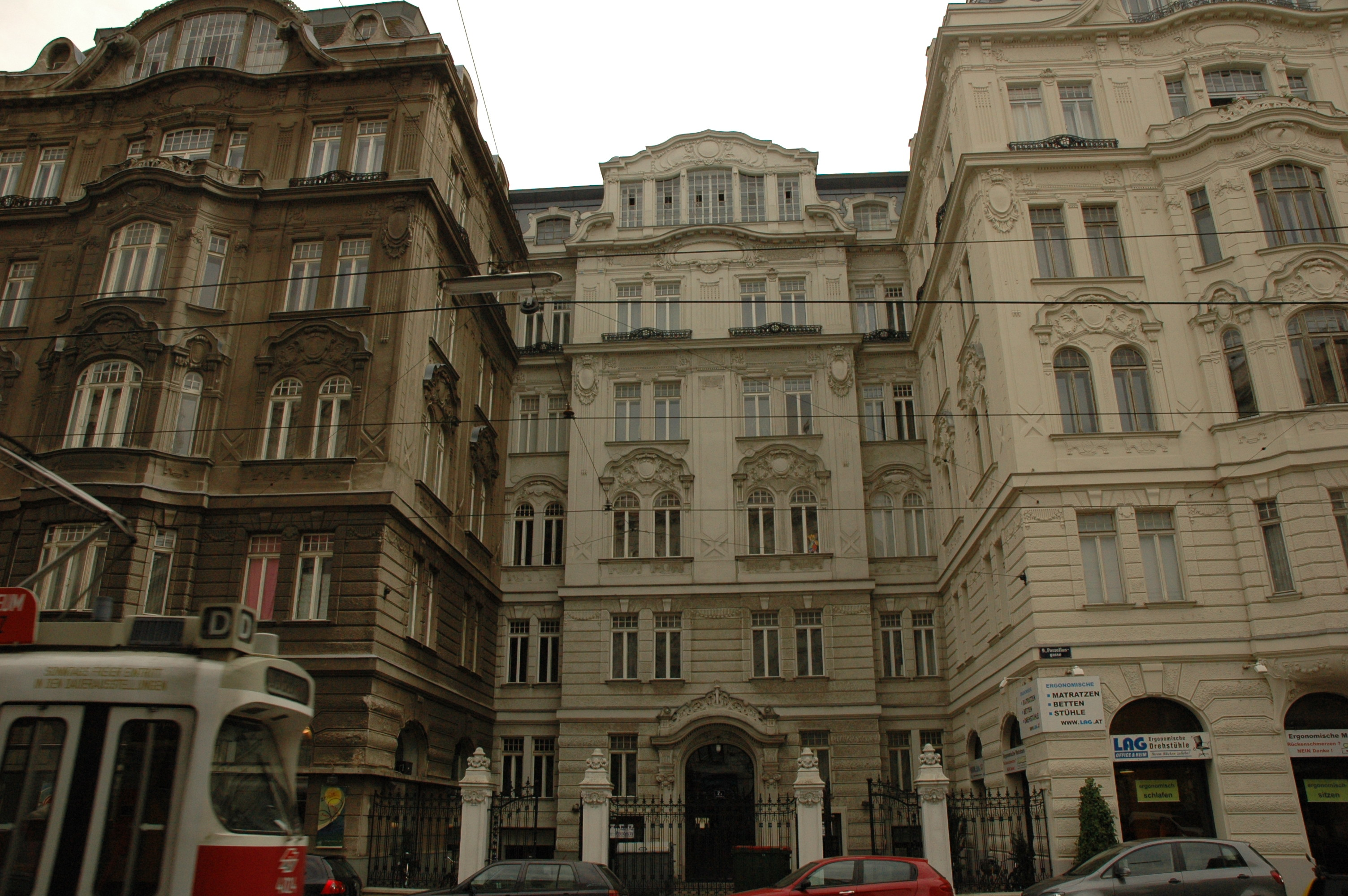
Das Geburtshaus von Friedrich Torberg in der Porzellangasse 7a

- Pasteurgasse, 1930 benannt nach dem französischen Naturwissenschaftler Louis Pasteur (1822–1895); er war einer der Begründer der Mikrobiologie. Er entwickelte Impfstoffe gegen die Geflügelcholera, den Milzbrand, Rotlauf und die ohne Schutzimpfung stets tödlich verlaufene Tollwut. Pasteur entdeckte auch, dass durch das kurzzeitige Erhitzen von Lebensmitteln auf 60–70 °C ein Großteil der darin enthaltenen Keime abgetötet wird, sodass Keime wie Krankheits- oder Fäulniserreger durch Pasteurisierung getötet werden können. Die Gasse war zuvor ein Teil der Wasagasse.
- Pelikangasse, 1862 benannt nach dem historischen Hausnamen „Zum goldenen Pelikan“ in der heutigen Pelikangasse 1. Die Gasse wurde bereits 1785 erwähnt; daneben hieß sie auch Zwerchgasse bzw. Zwerggasse, Bergsteiggasse und Alsterbachgässl.
- Peregringasse, 1870 benannt nach dem Mönch Peregrinus Laziosi (1265–1345). Er soll 1283 Philippus Benitius, den Gründer des Servitenordens geohrfeigt haben. Zur Buße trat er in Siena in den Servitenorden ein; später war er als Seelsorger in Forli tätig. Peregrinus wurde 1609 selig- und 1726 von Papst Benedikt XIII. heiliggesprochen. Er wird in Wien in der Peregrinikapelle (neben der Servitenkirche) verehrt; siehe auch Servitengasse.
- Pfluggasse, 1743 benannt nach dem ehemaligen Hausschild „Zum goldenen Pflug“ in der heutigen Pfluggasse 3.
- Pichlergasse, 1883 benannt nach der Schriftstellerin und Salonière Caroline Pichler (1769–1843); sie schrieb Romane, Erzählungen, Dramen und Gedichte, ihre Sämtlichen Werke (1820/1845) umfassten 60 Bände. Neben ihren literarischen Aktivitäten veranstaltete sie auch literarische Salons, die zu dieser Zeit als die wichtigsten Veranstaltungen ihrer Art in Wien galten.
- Porzellangasse, 1862 benannt nach der Wiener Porzellanmanufaktur, die 1721–1864 hier bestand. Die Gasse hieß bis etwa 1778 Hauptgasse bzw. Landstraße. Der Name Porzellangasse ist seit 1778 in Gebrauch, auch in den Schreibweisen Porcellain-Fabriquengasse, Porcellain Gassen und Porzellaingasse. Der Teil der Gasse von der Berggasse bis zum späteren Bauernfeldplatz hieß bis 1862 Schmiedgasse nach dort ansässigen Huf- und Wagenschmieden.
- Pramergasse, 1782 benannt nach dem Beamten Wolf Pramer (Lebensdaten unbekannt); er war 1587–1592 Äußerer Rat, 1593–1602 Stadtgerichtsbeisitzer und 1603–1613 Innerer Rat. Er kaufte gemeinsam mit seiner Frau Barbara ein Haus mit Stadel im Oberen Werd (= Rossau), das er durch ständige Zukäufe zu einem ansehnlichen Besitz umgestaltete. Die Gasse hieß um 1730 Gärtnergasse nach den vielen hier gelegenen Zier- und Küchengärten; 1782 / 1783 wird sie mehrmals als Kothgasse erwähnt.
- Prechtlgasse, 1886 benannt nach dem Technologen Johann Joseph von Prechtl (1778–1854); er gründete 1814 das Polytechnische Institut (heute Technische Universität Wien, offizielle Eröffnung 1815) und war bis 1849 dessen erster Direktor. Siehe auch die Technikerstraße im 4. Bezirk Wieden. Prechtl beschäftigte sich u. a. mit der öffentlichen Gasbeleuchtung und errichtete 1818 eine der ersten größeren gastechnischen Erzeugungsanlagen für die Gewinnung von Leuchtgas aus Steinkohle in Wien.
- Pulverturmgasse, 1826 benannt zur Erinnerung an ein schweres Explosionsunglück im Jahr 1779. Anstelle der Häuser Nr. 7 und Nr. 8 stand in der Nähe des Linienwalls ein militärisches Pulvermagazin. Am 26. Juni 1779 explodierte dieses, 67 Tote und beträchtlicher Sachschaden waren die Folge. Die Besatzung des Pulvermagazins und die Linienwache wurde getötet, auch in den nahen Gassen und auf den Feldern außerhalb des Linienwalls gab es Tote und Verletzte. In den umliegenden Vorstädten stürzten zahlreiche Häuser ein, auch Währing und Döbling wurde erschüttert.[23]

## R

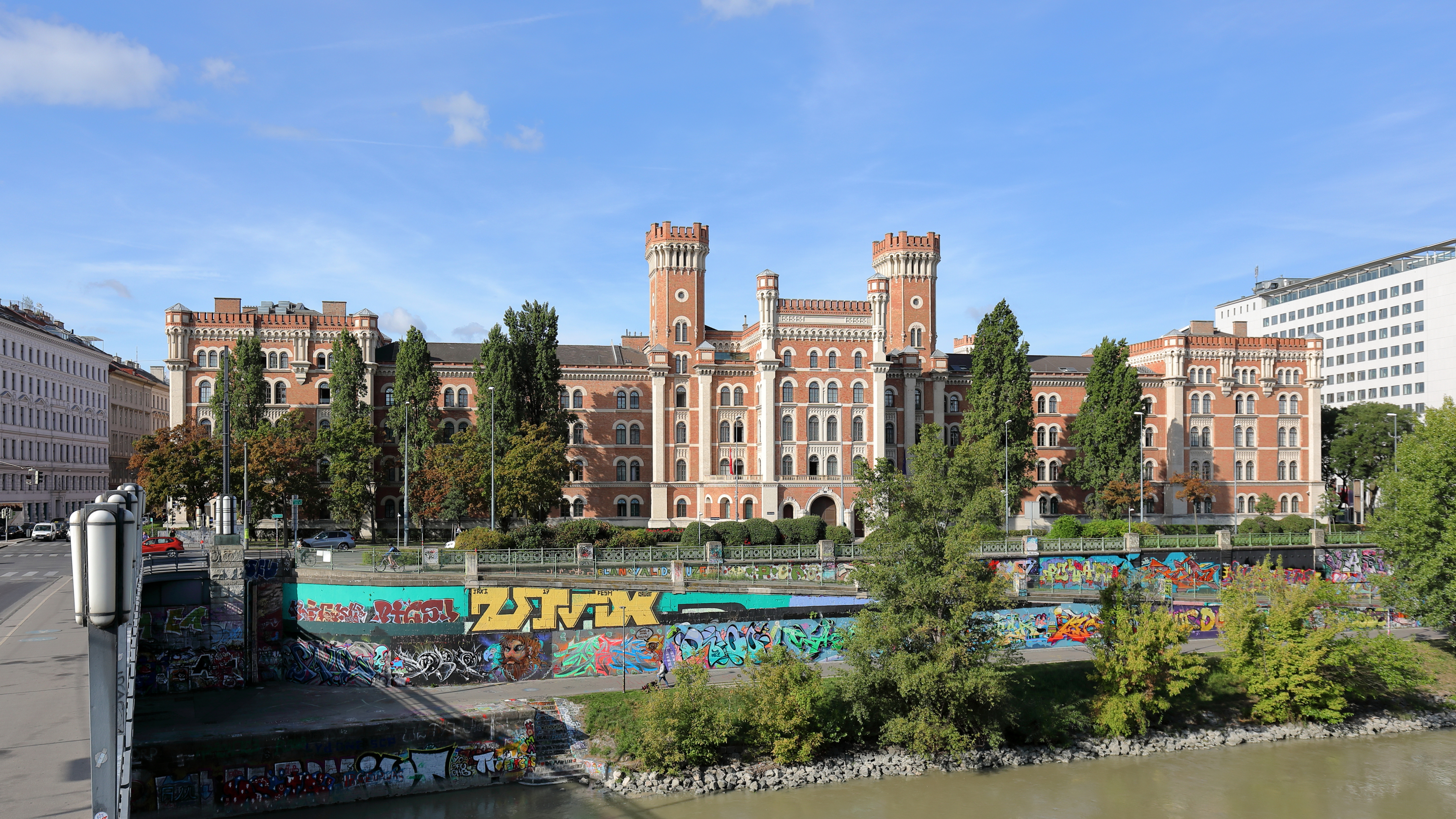
Die Rossauer Kaserne an der Rossauer Lände

- Reznicekgasse, 1955 benannt nach dem Komponisten Emil Nikolaus von Reznicek (1860–1945); er war Theaterkapellmeister in Zürich, Graz, Stettin, Mainz, Mannheim und Weimar. Von 1909 bis 1911 wirkte er als Erster Kapellmeister an der Komischen Oper Berlin. Sein Gesamtwerk als Komponist umfasst 15 Opern, zwei Operetten, Musik zu mehreren Schauspielen, drei symphonische Dichtungen, vier Symphonien, Suiten, Ouvertüren, Violinkonzerte, Kammer- und Orgelmusik sowie Lieder. Die Gasse hieß im 18. Jhdt. Bräuhausgasse (auch Breyhausgassen, nach dem „Liechtensteinsches Brauhaus“), sowie Wagnergasse, Schlangengasse und Hasengasse (nach dem Hausnamen „Zu den 3 Hasen“ in der Wagnergasse 16).
- Rögergasse, 1878 benannt nach dem Bäckermeister Paul Röger (1773–1847), Grundrichter in der Rossau (1828–1847). Von 1804 bis 1847 gehörte ihm das Haus Hahngasse 11. Er stiftete 1.000 Gulden zum Ankauf von Kleidern, Schuhen und Büchern für arme fleißige Kinder der Schule in der Grünentorgasse. In den Tagen der Überschwemmung 1830 verteilte er Lebensmittel. In seinem Haus hatte Röger ein Floß, um im Falle der Not sich und anderen helfen zu können.[24] Ein Teil der Gasse hieß bis 1888 Seegasse.
- Rooseveltplatz, 1946 benannt nach Franklin D. Roosevelt (1882–1945), 32. Präsident der Vereinigten Staaten von Amerika (USA, 1933–1945). Seine Wirtschafts- und Sozialreformen wurden unter dem Stichwort New Deal weltbekannt. 1941 trat er nach dem Überfall der Japaner auf Pearl Harbor und Hitlers Kriegserklärung an die USA an der Seite Großbritanniens und der Sowjetunion erfolgreich in den Zweiten Weltkrieg ein. Der Platz um die Votivkirche hieß 1875–1920 Maximilianplatz (der Kaiserbruder hatte die Kirche initiiert, die den Platz dominiert), 1920–1934 Freiheitsplatz, 1934–1938 Dollfußplatz, 1938–1945 Hermann-Göring-Platz und 1945–1946 wieder Freiheitsplatz. 2013 wurde die vor der Votivkirche von der Währinger Straße zur Universitätsstraße verlaufende Fahrbahn in Straße des Achten Mai umbenannt.
- Rossauer Gasse (bis 1999 amtlich: Roßauer Gasse), 1879 benannt nach der ehemals selbstständigen Gemeinde Rossau. Der Name der Rossau stammt von den Weideplätzen und Schwemmen der Pferde, die die Donauschiffe flussaufwärts zogen, und wurde bereits 1538 als In der Rossaw erwähnt. Ursprünglich hieß das Gebiet der Rossau Oberer Werd. „Werd“ war die mittelhochdeutsche Bezeichnung für eine Insel, wobei die Rossau als Abgrenzung zur Insel mit der Vorstadt Leopoldstadt (Unterer Werd) als Oberer Werd bezeichnet wurde und zwischen dem Donaukanal und dem später verlandeten Salzgriesarm lag. 1850 wurde die Rossau mit ihren Nachbarorten als 9. Bezirk Wiens eingemeindet.
- Rossauer Lände, (bis 1999 amtlich: Roßauer Lände),[Anm. 2] 1919 benannt nach der ehemals selbstständigen Gemeinde Rossau; siehe Rossauer Gasse. Die Straße hieß 1903–1919 nach der 1898 ermordeten Kaiserin Elisabethpromenade; um 1314 wurde sie als Badergries erwähnt, im 15. Jahrhundert wurde sie Unter den Flötzern, 1652–1726 Auf der Scheiben, 1767–1862 (Bau)holz(leg)gstättengasse, zuletzt bis 1903 Holzstraße genannt. Das Gebäude Rossauer Lände 3 hat 2012 die Adresse Oskar-Morgenstern-Platz 1 erhalten; dadurch ist die Rossauer Lände seither zwischen ihren Gebäuden Nr. 1 und Nr. 5 unterbrochen.
- Rotenhausgasse, 1862 benannt nach dem „Roten Haus“ (ungefähr die beiden Häuserblöcke mit dem Umriss Garnisongasse 5–11, Rotenhausgasse 6–10, Alfred-Grünfeld-Gasse 2, Otto-Wagner-Platz 4 und 4a und Frankgasse 6–10), einem von den Fürsten Esterházy errichteten großen Mietwohnhaus, das wegen seines hohen, weithin sichtbaren roten Ziegeldaches so genannt wurde und 1803–1889 hier bestand. Von Mai bis November 1804 wohnte hier der Komponist Ludwig van Beethoven.
- Rotenlöwengasse, 1862 benannt nach dem Hauszeichen „Zum roten Löwen“ in der Rotenlöwengasse 11, das 1738 erstmals erwähnt wurde. Noch 1904 war in der Nische an der Hausecke in Höhe des ersten Stockes ein steinerner roter Löwe angebracht.[25]
- Rufgasse, 1874 benannt nach dem Zimmermeister Anton Ruf (auch Ruff bzw. Rueff, 1764–1842), der um 1840 hier die ersten Häuser (Nussgasse Nr. 3 und Nr. 5) erbaute. Die Gasse hieß vorher ab 1779 Friedhofgasse bzw. Freithofgasse (nach dem ehemaligen Lichtentaler Friedhof) sowie Todtengassel.
- Rummelhardtgasse, 1933 benannt nach dem Lehrer, Schuldirektor und Beamten Karl Rummelhardt (1872–1930); er war ab 1902 Mitglied von Wiener Schulbehörden wie des Bezirksschulrates, des Landesschulrates und des Stadtschulrates. Er vertrat ab 1914 die Christlichsoziale Partei im Wiener Gemeinderat und gehörte 1915–1917 dem Wiener Stadtrat an. Zudem war er Mitbegründer und erster Präsident der christlichen Gewerkschaft öffentlicher Angestellter. Die Gasse hieß 1938–1945 Sandrartgasse.

## S

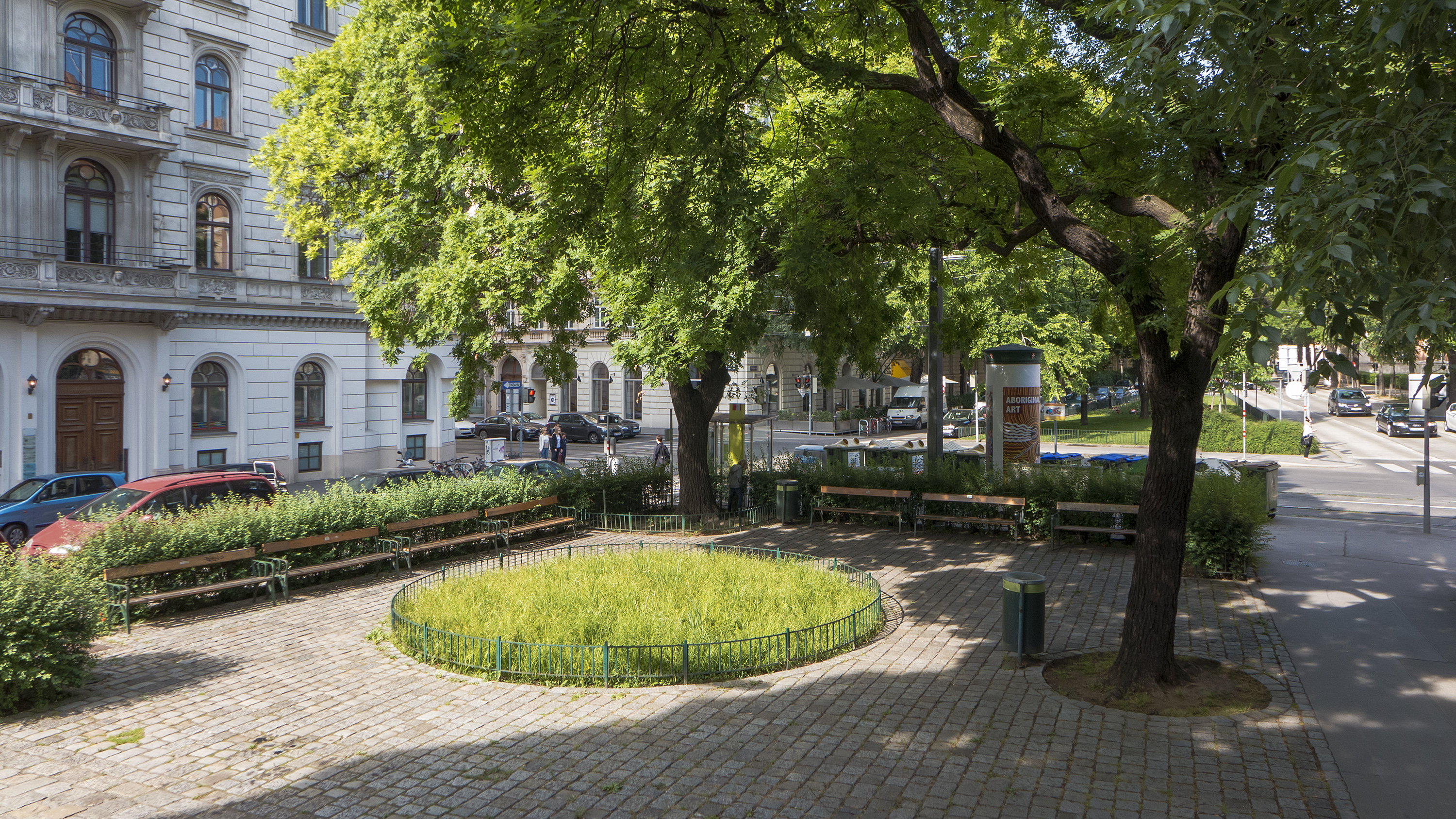
Schlickplatz

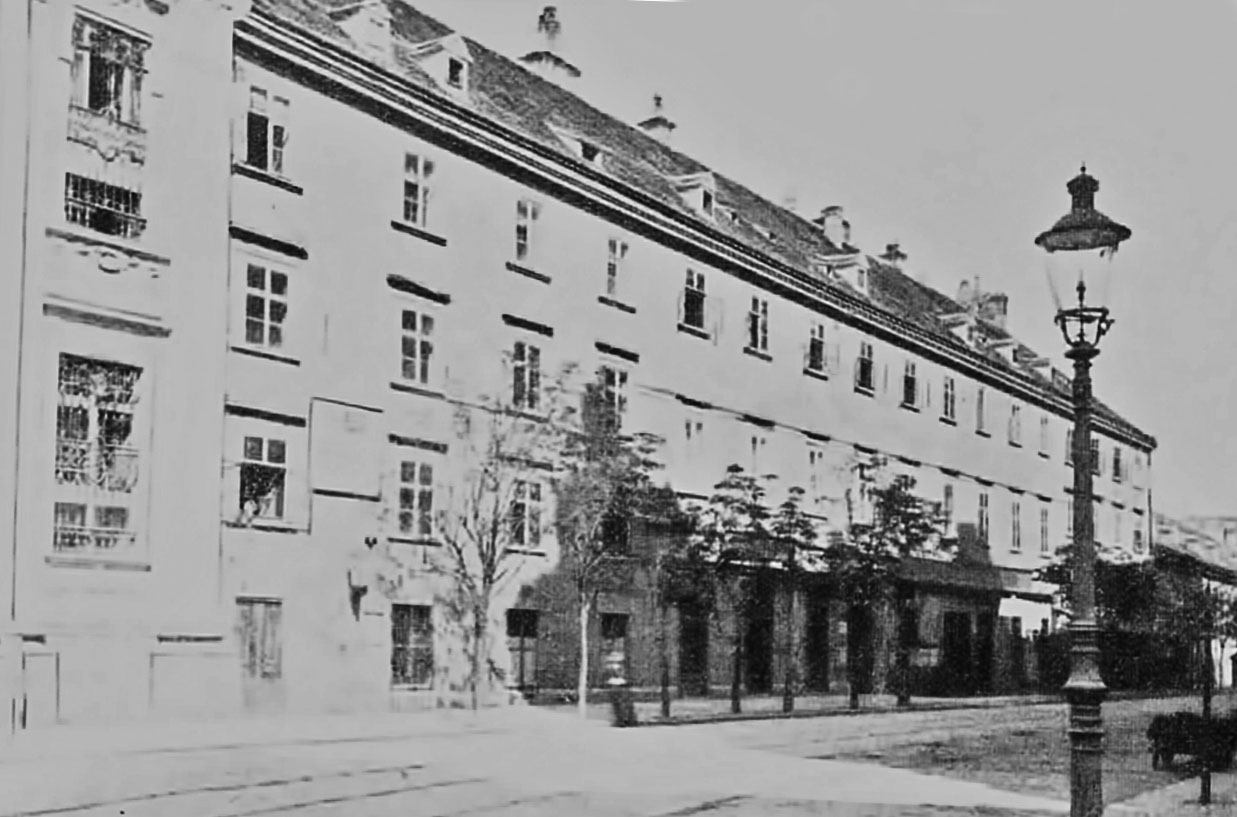
Beethovens Sterbehaus, Schwarzspanierstraße 15

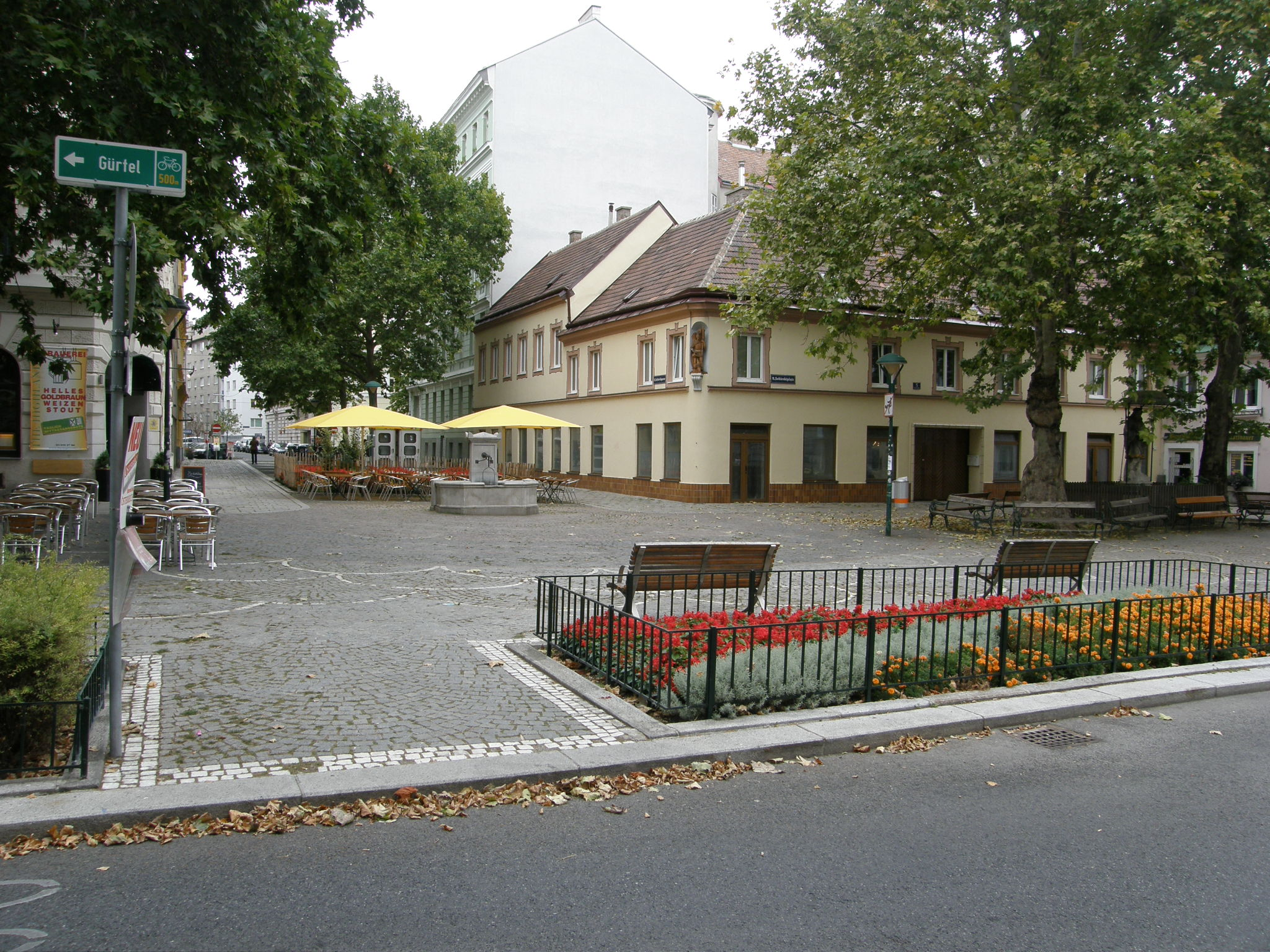
Sobieskigasse vom Sobieskiplatz aus gesehen

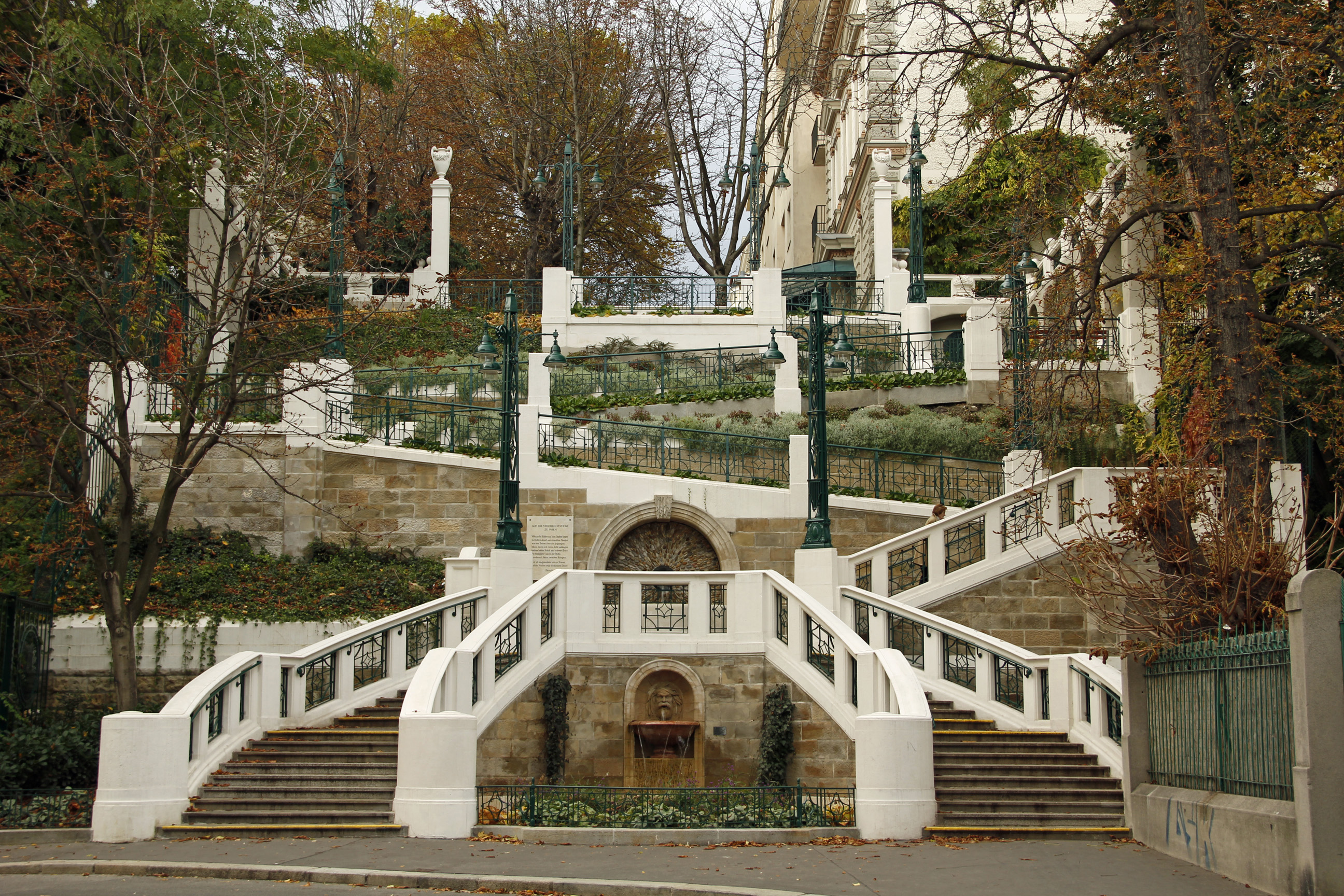
Die Strudlhofstiege

- Salzergasse, 1808 benannt nach dem Wohnort der Schiffer („Salzer“), die auf der Donau Salz von Oberösterreich nach Wien beförderten. Die Gasse wurde bereits 1701 urkundlich erwähnt.
- Säulengasse, 1827 benannt nach dem alten Hauszeichen „Zur goldenen Säule“, das 1733 erstmals erwähnt wurde. Die Gasse wurde 1894 mit der Säulengasse in Währing (das ist der Teil von der Lustkandlgasse zum Gürtel) vereinigt; seit 1905 gehören beide Teile zum 9. Bezirk. Die Gasse hieß um 1733 Windgasse, um 1779 Saulgassen und um 1780 Schulgasse.
- Schlagergasse, 1886 benannt nach dem Psychiater Ludwig Schlager (1828–1885), Professor für Psychiatrie an der Universität Wien (ab 1865), Direktor der Niederösterreichischen Landesirrenanstalt (1872–1885). Von 1866 bis 1879 war er Wiener Gemeinderat für die Liberale Partei. Schlager trat für die zwanglose Behandlung der Geisteskranken ein, beschäftigte sie durch sinnvolle Betätigung und sorgte auch für ihre Unterhaltung durch Gesellschaftsabende und Bälle.
- Schlickgasse, 1862 benannt nach dem General der Kavallerie Franz von Schlik (auch Schlick, 1789–1862); er begann seine Karriere als Leutnant in der Schlacht bei Aspern (1809) und beendete sie als Feldmarschallleutnant in der Schlacht von Solferino (1859). In den Jahren 1856–1858 ließ er an der heutigen Ecke Türkenstraße 25 und Schlickgasse 1 von Architekt Carl Tietz auf einem auf dem Stadtplan von 1856 bereits als Bauplätze ausgewiesenen Teil des bisherigen Glacis sein Palais Schlick erbauen (1857 entschied der Kaiser die Schleifung der Stadtmauern, 1865–1869 wurde an der anderen Straßenseite der Türkenstraße die Rossauer Kaserne errichtet).
- Schlickplatz, 1872 benannt nach dem General der Kavallerie Franz von Schlik; siehe Schlickgasse.
- Schubertgasse, 1862 benannt nach dem Komponisten Franz Schubert (1797–1828); er hat trotz seines kurzen Lebens in allen Gattungen seiner Zeit Außerordentliches geschaffen und wird in der heutigen Musikwissenschaft neben Beethoven als der Begründer der romantischen Musik im deutschsprachigen Raum angesehen. Anders als die Komponisten der Wiener Klassik, in deren Tradition er wirkte, räumte er auch den kleineren lyrischen Formen (Lieder, Klavierstücke) breiten Raum in seinem Schaffen ein. Nach dem Komponisten sind auch der Schubertring im 1. Bezirk, Innere Stadt, die Franz-Schubert-Straße im 14. Bezirk, Penzing, und der Franz-Schubert-Weg im 18. Bezirk, Währing, benannt. Die Gasse hieß um 1779 Ziegelgassel und um 1779 Brunngasse (nach zwei Brunnen, die vor den Häusern Nr. 5 und Nr. 19 standen). Sie zweigt unmittelbar gegenüber Schuberts Geburtshaus, Nussdorfer Straße 54, von dieser ab.
- Schulz-Straßnitzki-Gasse, 1896 benannt nach dem Mathematiker Leopold Karl Schulz von Straßnitzki (1803–1852), Professor für Elementar-Mathematik am k. k. polytechnischen Institut (ab 1838). Im April 1848 wurde er vom gesamten technischen Korps ins Vorparlament nach Frankfurt entsandt und im Mai dieses Jahres von der Vorstadt Wieden in den Gemeindeausschuss gewählt. Als Präsident des von ihm ins Leben gerufenen Pädagogischen Vereins setzte er sich für die Ausbildung und soziale Besserstellung der Volksschullehrer ein. Die Gasse hieß 1886–1896 nur Straßnitzkigasse.
- Schwarzspanierstraße, 1862 benannt nach der ehemaligen Kirche und dem Kloster der – wegen der schwarzen Ordenskleider – „Schwarzspanier“ genannten Benediktiner von Montserrat. Das Kloster wurde 1783 aufgehoben. Die Schwarzspanierkirche wurde von 1690 (Grundsteinlegung) bis 1739 (Weihe) im Barockstil errichtet; sie war 1861–1918 die evangelische Garnisonkirche Wiens. 1944 wurde sie durch Bombentreffer schwer beschädigt und mit Ausnahme der Hauptfassade 1963 abgetragen. Die Straße war bis etwa 1858 zwischen der heutigen Garnisongasse und der Währinger Straße die nördliche Begrenzung des Glacis bzw. Alservorstädter Glacis und nur nordseitig verbaut; sie wurde erst in den 1890er Jahren nach dem Abriss des Roten Hauses westwärts bis zum heutigen Otto-Wagner-Platz verlängert.
- Sechsschimmelgasse, 1894 benannt nach dem historischen Hausschild „Zu den sechs Schimmeln“ in der Sechsschimmelgasse 10. Auf dem Sechsschimmelberg hatten die Wäscherinnen ihre „Hängstatt“ zum Trocknen der Wäsche. In der Nähe floss der Währinger Bach, dessen Wasser sie zum Schwemmen benutzten.[26] Die Gasse hieß um 1779 Waschstadelgasse und wurde bereits 1738 auch als Sechsschimmelgasse erwähnt. 1778 hieß der untere Teil Weintraubengassel (nach dem Hausschild „Zur blauen Weintraube“ in der heutigen Nussdorfer Straße 23). Die Gasse wurde 1894 mit der Sechsschimmelgasse in Währing (von der Lustkandlgasse bis zum Gürtel) vereinigt; seit 1905 gehört sie ausschließlich zum 9. Bezirk.
- Seegasse, 1862 benannt nach einem ehemaligen abgesperrten Nebenarm der Donau, der See genannt wurde. Vielleicht bezieht sich auf diesen Teich die Eintragung in dem Werd in dem see aus dem Jahr 1415 (Werd = Oberer Werd, eine später verlandete Donauinsel). Wo heute die Häuser Nr. 21 und 23 stehen, befand sich ein Haus „Zum See“, auch „Seehaus“ genannt. Die Gasse hieß um 1629 Gassel allwo der Juden Grabstätte und um 1778 Judengasse; sie wurde bereits 1822 als Seegasse erwähnt. Bis heute befindet sich dort hinter einem ehemaligen jüdischen Pensionistenheim (heute ein Seniorenheim der Gemeinde Wien) ein historischer jüdischer Friedhof, laut Tina Walzer der älteste in Österreich bekannte.[27]
- Sensengasse, 1862 benannt nach dem Hausschild „Zur goldenen Sense“ in der heutigen Währinger Straße 33–35. Der Name bezieht sich auf vier Friedhöfe, die in unmittelbarer Nähe lagen: der Friedhof für die im Spanischen Spital Verstorbenen, der Neue Schottenfriedhof, der Friedhof für das Armensiechhaus (Bäckenhäusel) und ein Friedhof im Bereich des heutigen Arne-Karlsson-Parks, der lange Zeit von einem Lazarett genutzt wurde. 1784 wurden die Friedhöfe aufgelassen und an ihrer Stelle ein Botanischer Garten für das Josephinum angelegt. Die Gasse hieß 1804–1818 Totengasse bzw. Todtengasse. Das Haus Sensengasse 1 gehörte ab 1816 Joseph Janschky, dem größten Fuhrwerksbesitzer im vormärzlichen Wien. Auf sein Ersuchen wurde die Totengasse noch zu seinen Lebzeiten 1818 in Fuhrmannsgasse umbenannt (bis 1862, dann wegen der Fuhrmannsgasse im 8. Bezirk umbenannt).[28]
- Servitengasse, benannt (Datum unbekannt, 1778 erwähnt) nach der Kirche und dem Kloster der Serviten. 1233 gründeten in Florenz sieben Kaufleute den Ordo Servorum Mariae („Diener Mariens“), woraus dann die Bezeichnung „Serviten“ entstand. Das Servitenkloster in Wien wurde 1638 errichtet; 1651–1670 wurde die barocke Servitenkirche erbaut. Das Gebiet der Vorstadt Rossau gehörte pfarrlich zu den Schotten, die Serviten besorgten nur die Vorsehgänge. Seit 1783 ist die Kirche die Pfarrkirche der Alsergrunder Pfarre Rossau. Siehe auch Peregringasse.
- Severingasse, 1862 benannt nach dem Heiligen, Missionar und Klostergründer Severin von Noricum (um 410–482). Er trat offenbar im Gebiet Niederösterreichs in Erscheinung, in Asturis (Klosterneuburg), Comagena (Tulln), und Favianis (Mautern). Er betätigte sich als Mahner, Helfer und Seelsorger, setzte sich für die Aufrechterhaltung der öffentlichen Ordnung ein und organisierte Lebensmittel- und Kleiderlieferungen. Seine Biografie (Vita sancti Severini) ist die einzige erzählende Quelle aus der Zeit der untergehenden Römerherrschaft in Bayern und dem späteren Österreich. Die Gasse wurde 1855 Severinusgasse genannt.
- Simon-Denk-Gasse, 1862 benannt nach dem Gemüsegärtner Simon Denk (1630–1721), Grundrichter in der Rossau. Ihm gehörte 1689–1720 der Simon-Denk-Hof „Zum weißen Storch“ (heute ungefähr die Fläche zwischen Alserbachstraße, Simon-Denk-Gasse, Fechtergasse und Julius-Tandler-Platz). Die Gasse wurde zuvor auch als Simondenkengasse und Simongasse erwähnt.
- Sobieskigasse, 1862 benannt nach dem polnischen König Johann III. Sobieski (1629–1696); er gilt als der Retter Wiens während der Zweiten Wiener Türkenbelagerung, weil er bei der Schlacht am Kahlenberg am 12. September 1683 mit seinen Husaren den entscheidenden Angriff gegen die Türken führte. Das gesamte türkische Lager fiel nach der Schlacht in die Hände des Entsatzheeres, und Sobieski zog unter dem Jubel der Bevölkerung als Türkenbefreier in Wien ein. Die Gasse hieß zunächst Ziegelgasse, ein Teil Feldgassel bzw. Johannesgasse. Ab 1806 hieß sie Windmühlgasse (zwischen Sechsschimmelgasse und Säulengasse), Himmelpfortgasse (zwischen Säulengasse und Canisiusgasse) und Ruprechts Gasse (am Thurygrund); 1938–1945 hieß sie Streblgasse.
- Sobieskiplatz, 1862 benannt nach dem polnischen König Johann III. Sobieski; siehe Sobieskigasse. Der Platz hieß vorher 1853–1862 Johannesplatz und 1942–1945 Kricklplatz.
- Spitalgasse, offiziell 1862 benannt nach dem Wiener Allgemeinen Krankenhaus. Der Beamte Johann Theobald Frankh vermachte 1686 testamentarisch seine sieben Grundstücke zur Errichtung eines Soldatenspitals; siehe Frankhplatz. Aus Geldmangel wurden die Kriegsversehrten samt Familien in den bereits bestehenden Kontumazhof (Seuchenspital) einquartiert. 1693 ordnete Kaiser Leopold I. die Errichtung des Großarmen- und Invalidenhauses an; um den Willen Franckhs zu berücksichtigen, bezogen 1697 im Trakt an der Alser Straße Kriegsversehrte ihr Quartier. Nach einer Besichtigung durch Kaiser Joseph II. (1783) wurde das „Großarmenhaus“ teilweise demoliert und umgebaut; 1784 fand die Eröffnung als „Allgemeines Krankenhaus“ statt. Das AKH ist das größte Krankenhaus Österreichs und eines der größten Europas.[29][30] Der Großteil des „Alten AKH“ östlich der Spitalgasse fungiert heute nach einer Schenkung der Stadt Wien an die Universität Wien als Universitätscampus. Die Gasse hieß um 1778 von der Alser Straße bis zur Mariannengasse Adlerzeil (nach dem Hausnamen „Zum schwarzen Adler“ in der Mariannengasse 2); um 1784 Schwarzadlergasse, um 1787 Stiftgasse (nach den Stiftungen, die zum Bau des Großarmenhauses führten) und um 1788 Adlergasse; um 1830 war sie auf einem Stadtplan bereits als Spitalgasse eingezeichnet. Der Teil von der Lazarettgasse bis zur Währinger Straße hieß bis 1862 Am Alserbach. Der heutige Name Spitalgasse wird bereits 1797 erwähnt.
- Spittelauer Lände, 1862 benannt nach der einstigen Donauinsel Spittelau, auf der Pestverdächtige in Quarantäne gehalten wurden. Eine Lände oder Schiffslände ist ein einfacher Landeplatz an einem Gewässer, also die einfachste Form eines Binnenhafens. Das Ufer ist befestigt und das Fahrwasser entsprechend verbreitert. Anders als bei einem ausgebauten Hafen sind Hafenwasser und Wasserstraße jedoch durch keinerlei Bauwerke voneinander abgegrenzt. Die Spittelau am Donaukanal war Teil des Vororts Althangrund und gehört seit 1850 zum 9. Bezirk. Die Lände hieß früher An der Donau und um 1800 Hufsteig. An der Spittelauer Lände besteht die Müllverbrennungsanlage Spittelau mit ihrer von Friedensreich Hundertwasser gestalteten Fassade.
- Spittelauer Platz, 1910 benannt nach der einstigen Donauinsel Spittelau; siehe Spittelauer Lände.
- Sporkenbühelgasse, 1903 benannt nach einem historischen Flurnamen. 1254 wird Heinrich von Liechtenstein als Besitzer der großen Wiese unter dem dürren Sporkenbühel genannt. Die Ried Sporkenbühel reichte von Währing bis zum Steilhang zwischen Nussdorfer Straße und Liechtensteinstraße; sie wurde 1704 durch die Anlage des Linienwalls entzweigeschnitten. Die Gasse hieß vorher, wie bis heute ihre Verlängerung westlich der 1898 eröffneten Stadtbahn, Anastasius-Grün-Gasse und gehörte bis 1905 zum 18. Bezirk.[31]
- Straße des Achten Mai, 2013 benannt zum Gedenken an die bedingungslose Kapitulation der deutschen Wehrmacht. Diese wurde am 7. Mai 1945 unterzeichnet, trat am 8. Mai um 23:01 Uhr in Kraft und beendete den Zweiten Weltkrieg. Die Kapitulation wurde von Generaloberst Jodl im Auftrag von Reichspräsident Dönitz unterzeichnet. Die Straße vor der Votivkirche, westliche Begrenzung des Sigmund-Freud-Parks, war zuvor Teil des Rooseveltplatzes.
- Stroheckgasse, 1876 benannt nach den bis 1720 vorhandenen (und dann flussabwärts verlegten) Strohlagern am Donaukanal, wo er eine Biegung (ein „Eck“) macht. Hier wurden auch Strohmärkte abgehalten. Während des Brigittakirtags errichtete der Pächter der Überfuhr beim Stroheck zur leichteren Bewältigung des Verkehrs eine Schiffsbrücke; die Stroheckbrücke befand sich in der Gegend der heutigen Friedensbrücke.[32]
- Strudlhofgasse, 1907 benannt nach dem Bildhauer und Maler Peter Strudel (auch Strudl, 1660–1714); sein Werk bildet in Österreich den Übergang von der ausgehenden Renaissance zum Barock. Zwischen 1676 und 1686 kam Strudel an den Hof in Wien und bekam dort wie sein Bruder Paul Strudel eine Anstellung als kaiserlicher Hof- und Kammermaler. Um 1690 kaufte er in der Vorstadt (auf dem „Rücken der Schottenpoint“) ein Grundstück und ließ dort den Strudelhof erbauen. Ab 1795 wurde der Strudelhof abgerissen und später durch das Palais Strudlhof ersetzt. 1910 wurde die Strudlhofstiege errichtet, die vor allem durch Heimito von Doderers Roman Die Strudlhofstiege Bekanntheit erlangte. Der Teil der Gasse von der Boltzmanngasse bis zur Währinger Straße hieß bis 1913 Versorgungshausgasse.

## T
- Tendlergasse, 1902 benannt dem Geistlichen Franz Tendler (1820–1902), Mitglied des Redemptoristen-Ordens, Priester an der Kirche Maria am Gestade. 1857 gründete er den ersten katholischen Jünglingsverein in Wien. 1858 wurde er als Seelsorger und Katechet am k.k. Waisenhaus in der heutigen Boltzmanngasse angestellt, wo er bis 1869 als Direktor der sogenannten Präparandie für Lehramtszöglinge tätig war. Die Gasse hieß um 1826 Feldgasse und 1862–1902 Ackergasse.
- Tepserngasse, 1910 benannt nach dem Beamten Josef Johann von Tepsern (1690–1761), Regimentsrat und Kammerrat. Er errichtete 1761 testamentarisch eine Stiftung von 320 Gulden für arme Jugendliche. Im Jahr 1777 wurde aus den Mitteln dieser Stiftung in Lichtental die Tepsernsche Armenschule in der heutigen Althanstraße 39 erbaut; hier fand für Kinder beiderlei Geschlechts der Unterricht statt. Mit der Verwaltung dieser Stiftung war der jeweilige Pfarrer von Lichtental betraut.[33] Tepsers Vater, Jakob Daniel Tepser, war 1696–1699 und 1704–1707 Bürgermeister von Wien. Die Gasse war zuvor ein Teil der Spittelauergasse.
- Thurngasse, 1862 benannt nach Maria Josepha von Thurn-Valsassina (1780–1828); sie besaß hier Grundstücke, die sie 1823 parzellieren ließ, wodurch die Gasse geschaffen wurde. Die Gasse hieß vorher Adlergasse.
- Thurygasse, 1862 benannt nach dem Unternehmer Johann Thury († 1659); er erbaute ab 1646 in der zu dieser Zeit unbewohnten Gegend mehrere Ziegeleien. Eines seiner Grundstücke sowie ein Haus mit Weingarten, Keller und Schankgerechtigkeit schenkte er 1656 ebenso wie einen Ziegelofen am Sporkenbühel (Sperlingshügel) dem Servitenkloster; siehe Servitengasse. Im Andenken an Johann Thury wurde die entstehende Vorstadt schließlich Thurygrund genannt; sie kam 1850 zum 9. Bezirk. Die Gasse hieß vorher 1741–1862 Flecksiedergasse nach den hier seit 1700 nachweisbaren Flecksiedern.
- Türkenstraße, 1862 benannt zur Erinnerung an die Belagerungen Wiens durch die Türken in den Jahren 1529 und 1683. Die Straße war vorher ein Fahrweg auf dem vor der 1858 begonnenen Demolierung der Stadtmauer unverbauten Glacis, dessen Teil südlich der Berggasse hier auf einem Plan im Biedermeier als Holzstätte aufschien. Siehe auch die Reischachstraße und Steindlgasse im 1. Bezirk Innere Stadt, die Wohlmutstraße im 2. Bezirk Leopoldstadt, die Kolonitzgasse und Salmgasse im 3. Bezirk Landstraße, die Graf-Starhemberg-Gasse und Kolschitzkygasse im 4. Bezirk Wieden, die Rüdigergasse im 5. Bezirk Margareten, die Zeltgasse im 8. Bezirk Josefstadt, die Sobieskigasse im 9. Bezirk Alsergrund, die Fockygasse , Tscherttegasse und Wolfganggasse im 12. Bezirk Meidling, den Christian-Petzlberger-Weg, die Leyserstraße und die Samptwandnergasse im 14. Bezirk Penzing, die Frauenfelderstraße, Roggendorfgasse und Schadinagasse im 17. Bezirk Hernals, die Hockegasse, Max-Emanuel-Straße, Rimplergasse, Scherffenberggasse, den Türkenschanzplatz, die Türkenschanzstraße und die Waldeckgasse im 18. Bezirk Währing, die Flemminggasse, Goltzgasse und Suttingergasse im 19. Bezirk Döbling, die Greiseneckergasse, Heistergasse, Meldemannstraße, Treustraße und Zrinyigasse im 20. Bezirk Brigittenau und die Karl-Lothringer-Straße und Schulzgasse im 21. Bezirk Floridsdorf.

## U
- Universitätsstraße, 1873 benannt nach der Universität Wien; sie ist die größte Universität Österreichs und mit derzeit rund 88.000 Studierenden auch die größte im deutschsprachigen Raum. 1365 gegründet, ist sie (nach Prag) die zweitälteste im ehemaligen Heiligen Römischen Reich. Das derzeitige, von Simon von Sina gestiftete Hauptgebäude wurde zwischen 1877 und 1884 von Heinrich von Ferstel am damaligen Franzensring (dem heutigen Universitätsring) Ecke Universitätsstraße erbaut; siehe Ferstelgasse. Die südliche Häuserfront ist Teil der Grenze zwischen 1. und 9. Bezirk; die Häuser mit ungeraden Nummern befinden sich im 1. Bezirk, die Straße selbst größtenteils und die Häuser mit geraden Nummern (Nr. 2 bis 12) im 9. Bezirk.

## V

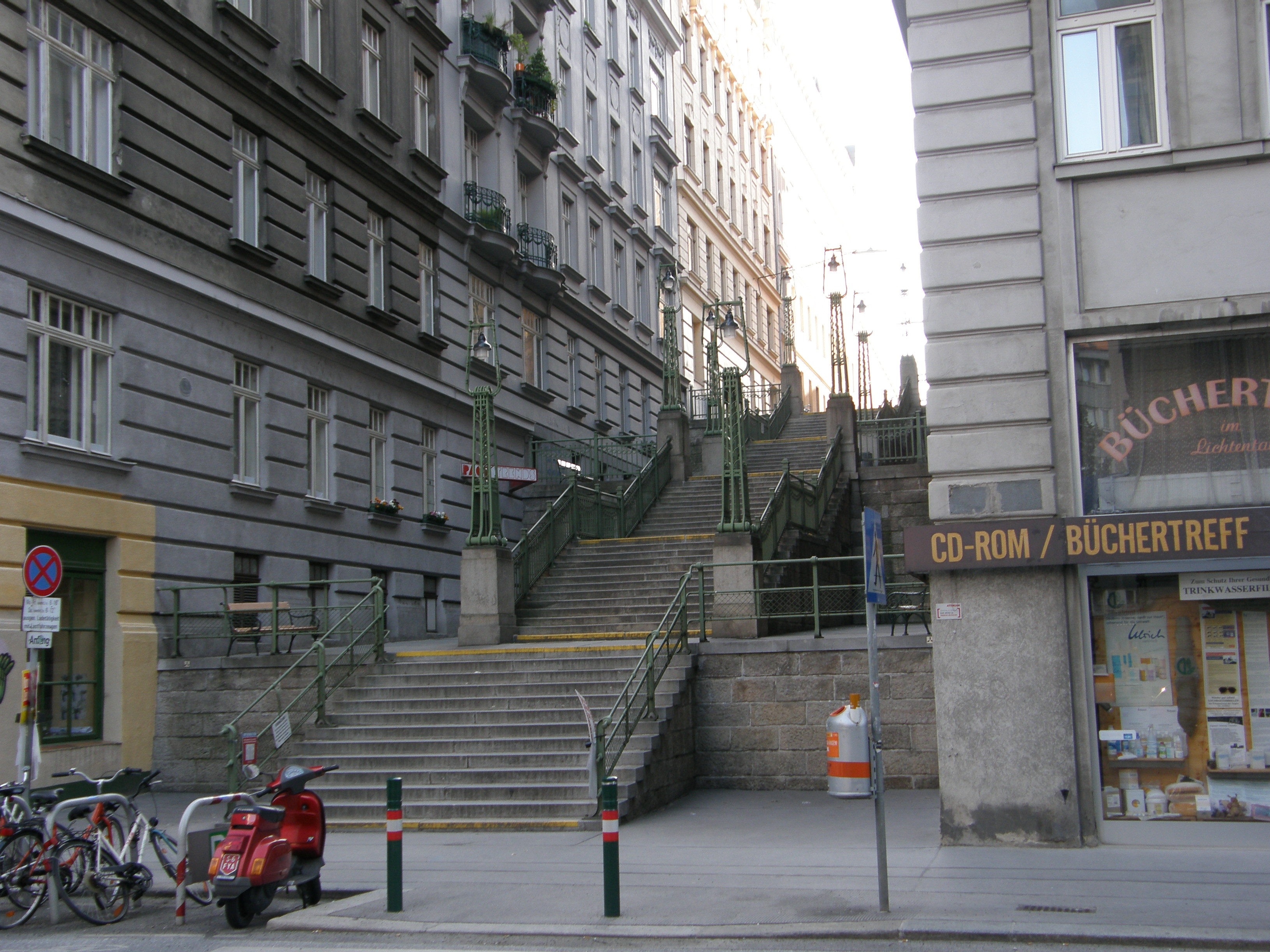
Vereinsstiege

- Van-Swieten-Gasse, 1862 benannt nach dem Mediziner Gerard van Swieten (1700–1772); er war ab 1745 Leibarzt Maria Theresias. In dieser Position setzte er eine Umgestaltung des österreichischen Gesundheitswesens und der medizinischen Hochschulausbildung durch. Auf seine Initiative gehen die Einrichtung eines botanischen Gartens, eines chemischen Labors und die Einführung des klinischen Unterrichts zurück. Die Summe seiner Aktivitäten machte ihn zum Gründer der Älteren Wiener Medizinischen Schule. Eine Gattung der Mahagonigewächse, die Swietenia, ist ebenfalls nach ihm benannt. Die Gasse hieß vorher Kirchengasse. Sie grenzt unmittelbar an Teile des Alten Allgemeinen Krankenhauses bzw. des ehemaligen Garnisonsspitals und des Josephinums.
- Vereinsstiege, benannt (Datum unbekannt) nach der gleichnamigen Stiege. Anfang des 19. Jahrhunderts stiftete ein Wohltätigkeitsverein um Johann Lothar von Viriot (1752–1837) eine Kinderbewahranstalt im Lichtental in der heutigen Augasse 3; siehe Viriotgasse. 1845 wurde eine Stiegenanlage errichtet, die die Geländestufe von der Liechtensteinstraße zur Nussdorfer Straße überwindet, und deren Namen sich auf den Wohltätigkeitsverein Viriots bezieht. Die Stiege wurde 1907 im Jugendstil erneuert. Die Gasse war ursprünglich ein Teil der Pulverturmgasse.
- Verena-Buben-Weg, 1997 benannt nach der Ordensschwester Verena Buben (1900–1982), Mitglied der Schwesterngemeinschaft Caritas Socialis (ab 1931). Ab 1942 arbeitete sie unter Ludger Born in der „Hilfsstelle für nichtarische Katholiken“ und konnte verfolgten Katholiken, die Betroffene der Nürnberger Rassengesetze waren, unter Gefährdung der eigenen Sicherheit Hilfe leisten. Nach 1945 arbeitete sie zunächst in der Caritas-Zentrale der Erzdiözese Wien und dann 1949–1982 in der Fürsorgestelle Pramergasse.[34]
- Viriotgasse, 1872 benannt nach Johann Baptist Lothar von Viriot (1752–1837), spanischer Generalkonsul in Wien. Der Justizamtmann Anton Winter hatte den Generalkonsul veranlasst, in seinem Testament ein Kapital von 36.000 Gulden zur Gründung einer Kinderbewahranstalt für die Vorstädte Lichtental, Thurygrund, Himmelpfortgrund und Althangrund zu widmen. Die Anstalt wurde zunächst in der damaligen Spittelauer Gasse 7 (heute gegenüber von Althanstraße 47) eröffnet. Beim Bau der Franz Josephs-Bahn wurde das Haus enteignet und die Anstalt vorläufig im Haus Liechtensteinstraße 98 untergebracht. 1891 erfolgte die Einweihung der in der Augasse 3 um den Preis von 28.000 Gulden erbauten neuen Kinderbewahranstalt.[35] Siehe auch Vereinsstiege.

## W

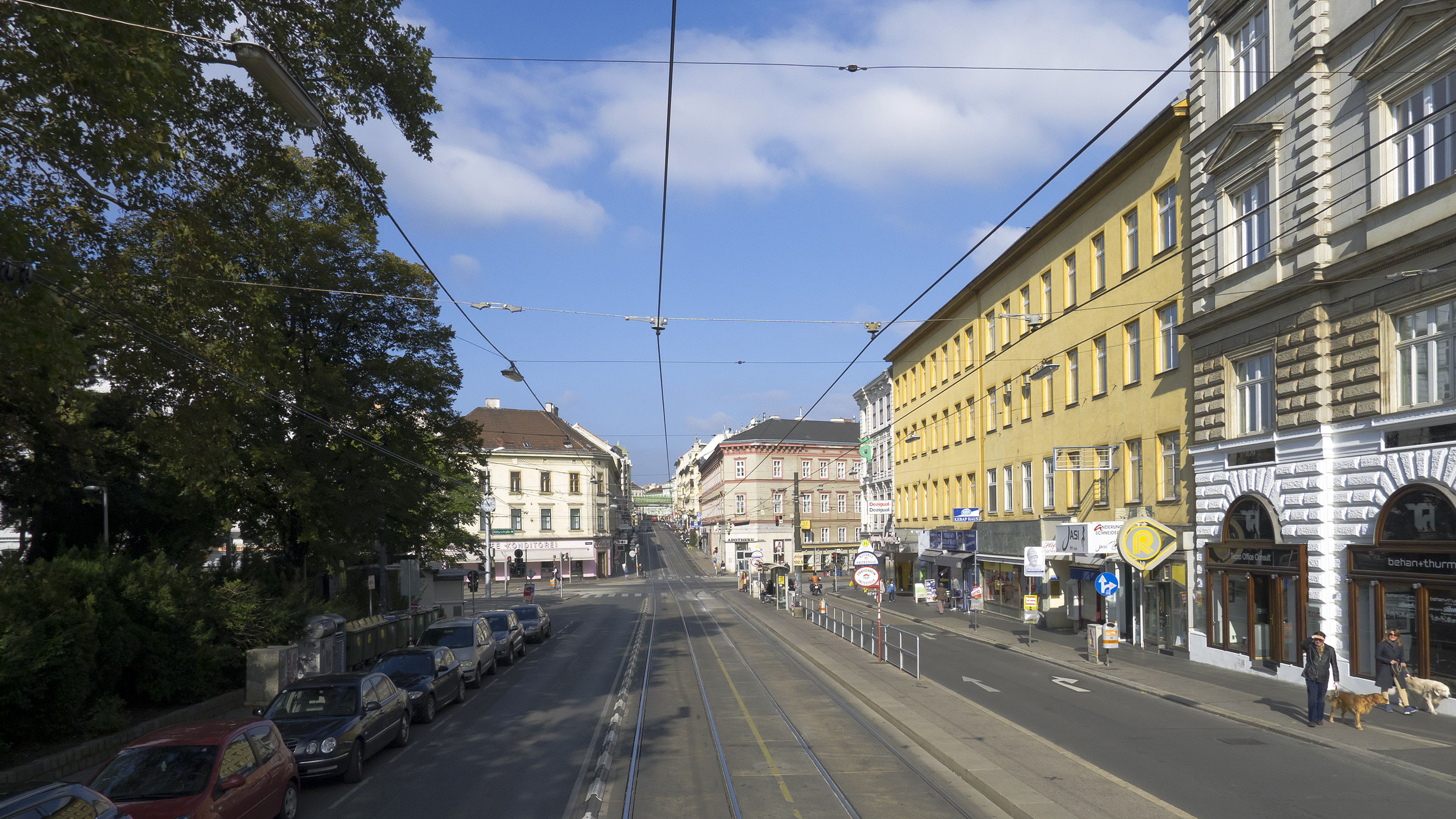
Währinger Straße

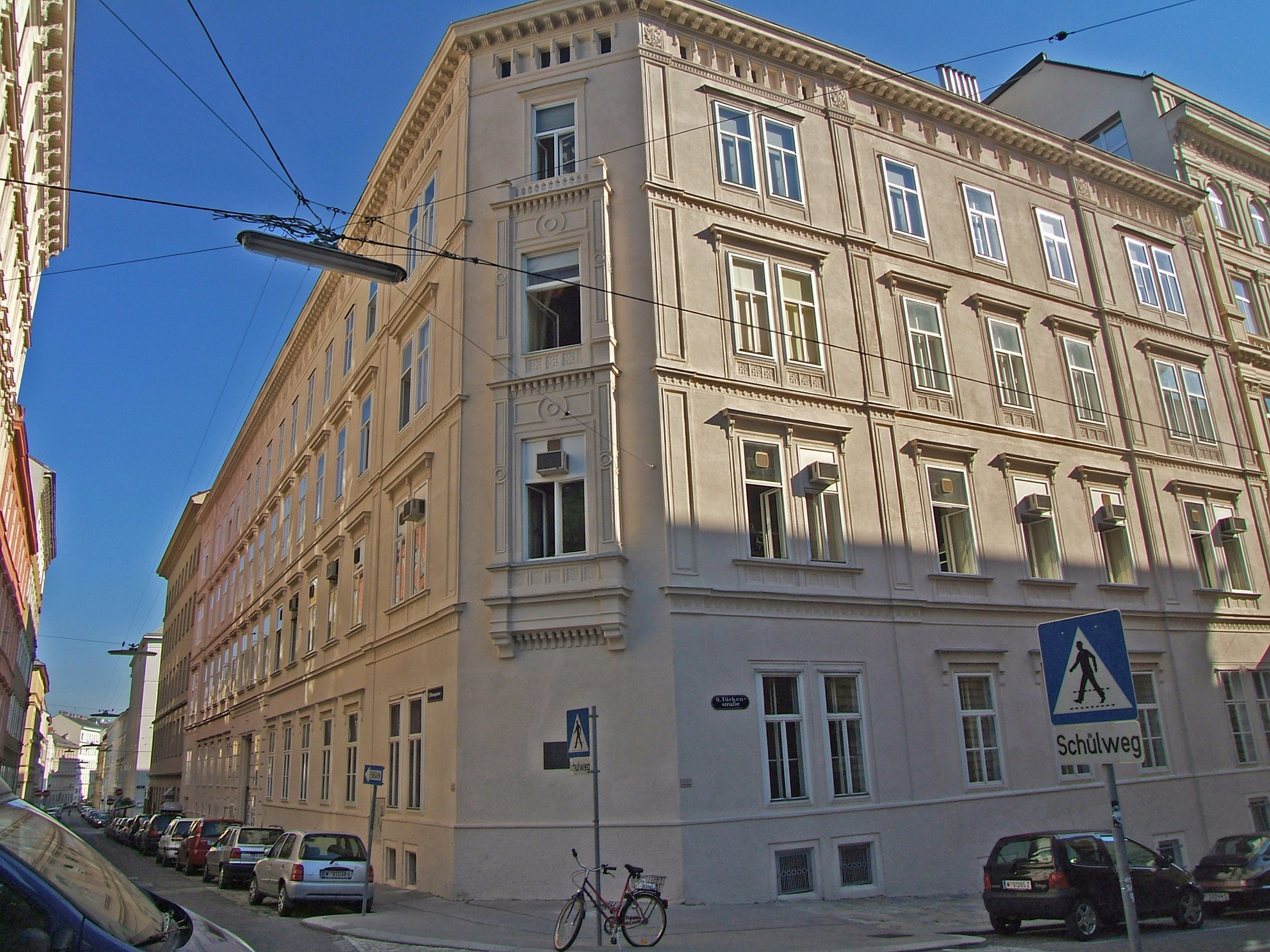
Palais Wasa in der Wasagasse

- Währinger Gürtel, 1894 benannt; siehe Währinger Straße. Der Währinger Gürtel hieß im 18. Bezirk vorher Gürtelstraße. Nach der Abtragung des Linienwalls (1893) kam das Gebiet zwischen dem heutigen Gürtel und der Lustkandlgasse zum 18. Bezirk, es wurde erst 1905 mit dem 9. Bezirk vereinigt.
- Währinger Straße, 1862 benannt nach dem Zielort des Straßenzuges, der bis 1892 selbstständigen Gemeinde Währing (nach deren Eingemeindung im 18. Bezirk 1894 auch so benannt). Der Name wurde erstmals etwa 1170 als Warich urkundlich verzeichnet. Über die Herkunft des Namens gibt es nur Vermutungen. Möglicherweise ist er slawischen (var für warme Quelle) oder germanischen Ursprungs (werich für Tagwerk, d. h. ein Feld in einer Größe, wie es ein Mann an einem Tag bearbeiten kann), womöglich leitet er sich auch von Werigandus, dem ersten Abt des Klosters Michelbeuern, ab. Ein weiterer möglicher Ursprung des Namens könnte sich auf die slawische Landnahme zurückführen, gehen doch Döbling (Toplica = warmer Bach) und Währing (Varica = dunkler Bach) auf slawische Toponyme zurück. Die Währinger Straße gehört zu den längsten Straßen Wiens (3.140 m); sie führt vom Schottentor (Maria-Theresien-Straße) durch den 9. Bezirk in die einstigen Vorstädte Währing und Weinhaus im 18. Bezirk und endet bei der Haltestelle Wien Gersthof der Vorortelinie (S-Bahn-Linie S45). Der Teil von der heutigen Sensengasse bis zur Als (Spitalgasse) hieß ab 1801 Hohlweg bzw. Hollweg. Die Bezeichnung Neuburgerstraße – erstmals 1314 als Niuwenburger straze erwähnt – für die Währinger Straße scheint in den Grundbüchern bis zur Gegend der heutigen Boltzmanngasse auf. Das Gebiet von der heutigen Van-Swieten-Gasse bis zur Lazarett- bzw. Spitalgasse hieß um 1818 Herzogspeint bzw. Herzogspeundt. Bekanntestes Bauwerk an der Straße ist die Wiener Volksoper.
- Walter-Beck-Platz, 2000 benannt nach dem Kaufmann Walter Beck (1897–1955), Mitbesitzer des 1938 „arisierten“ und 1957 geschlossenen Brünnlbades; siehe Brünnlbadgasse und Gilgegasse.
- Wasagasse, 1862 benannt nach dem österreichischen Feldmarschallleutnant Gustav von Schweden (1799–1877); da er sich als Angehöriger einer abgesetzten Dynastie nicht „Prinz von Schweden“ nennen durfte, nannte er sich ab 1829 nach dem ausgestorbenen alten schwedischen Königshaus Wasa. Er lebte ab 1825 in Wien und trat in die k.k. Armee ein. Um 1829 gab es in Wien Gerüchte, er habe eine Affäre mit der Erzherzogin Sophie gehabt und sei der leibliche Vater ihrer beiden Söhne Franz Joseph und Ferdinand Maximilian. Gustav besaß im Alsergrund das Palais Wasa und in Hietzing das Hackinger Schlösschen; dort war bis 1894 ebenfalls eine Wasagasse nach ihm benannt (heute Seuttergasse). Die Gasse hieß vorher 1827–1862 Quergasse; 1930 wurde ein Teil der Gasse in Pasteurgasse umbenannt.
- Wasserburgergasse, 1910 benannt nach Theresa Wasserburger (1794–1871), Witwe eines Steinmetzes. Sie errichtete testamentarisch eine Stiftung in Höhe von 12.000 Gulden, die alljährlich die Unterstützung von zehn bedürftigen Steinmetzmeister-Witwen ermöglichte.
- Widerhofergasse, 1906 benannt nach dem Mediziner Hermann Widerhofer (1832–1901); er kam 1859 als Assistent an das St. Anna Kinderspital und habilitierte sich 1862 als Privatdozent für Kinderheilkunde an der Universität Wien. Ab 1863 Direktor des Kinderspitals, wurde er 1884 als erster seines Faches zum Ordinarius für Kinderheilkunde ernannt. Widerhofer erwies sich als hervorragender Kenner der Erkrankungen im Säuglingsalter und trat schon früh für die Serumbehandlung bei Diphtherie ein.[36] Er war ab 1863 Leibarzt der Kinder von Kaiser Franz Joseph I. Siehe auch Kinderspitalgasse, Mariannengasse und Mauthnergasse.
- Widerhoferplatz, 1906 benannt nach dem Mediziner Hermann Widerhofer (1832–1901); siehe Widerhofergasse.
- Wiesengasse, 1862 benannt nach der alten Ortsbezeichnung auf der Wiesen. Die Gasse hieß vorher 1837–1852 Kleine Schmiedgasse bzw. Schmidtgasse. Sie war 1254 als Große Wiese unter dem dürren Sporkenbühel erwähnt worden, später auch als Thalwiese.
- Wilhelm-Exner-Gasse, 1930 benannt nach dem Technologen und Forstwissenschaftler Wilhelm Exner (1840–1931); er war Initiator und 1879–1904 erster Direktor des Technologischen Gewerbemuseums in Wien, einer höheren Lehr- und Versuchsanstalt. 1908 war er an der Gründung des Technischen Museums für Industrie und Gewerbe in Wien maßgeblich beteiligt, das 1918 eröffnet wurde. Von 1917 bis 1931 leitete Exner den TÜV Österreich. Das Wilhelm-Exner-Haus der Universität für Bodenkultur Wien ist ebenfalls nach ihm benannt; der Sitzungssaal des ehemaligen k.k. Gewerbeförderungsamtes in Wien 9., Severingasse 9, steht als Wilhelm-Exner-Saal unter Denkmalschutz.[37] Die Gasse hieß vorher 1855–1862 Quergasse und 1862–1930 Eisengasse nach den dort befindlichen Eisengießereien; siehe Gießergasse. Die Gasse verläuft an der zentrumsseitigen Seitenfront des Gebäudes, in dem sich bis 1987 das von Exner gegründete Technologische Gewerbemuseum an der Währinger Straße befand, heute Kulturzentrum WUK.

## Z
- Zimmermanngasse, 1899 benannt nach dem Beamten Georg von Zimmermann (1827–1896); er war in der Finanzverwaltung von Nieder- und Oberösterreich tätig. Ab 1872 war er Direktor des Central-Tax-Gebührenbemessungsamtes in Wien, 1875 wurde er Hofrat und 1882 wurde er in den Ritterstand erhoben. Ab 1864 war Zimmermann Mitglied der Gemeindevertretung von Hernals und Obmann-Stellvertreter des Bezirksschulrates.[38] Siehe auch Zimmermannplatz. Bis 1905 zählten die Häuser westlich der Gasse zum 17. Bezirk, im Abschnitt zwischen Kinderspitalgasse und Lazarettgasse auch die Häuser östlich der Gasse. Nördlich der Lazarettgasse zählten die Häuser westlich der Gasse zum 18. Bezirk.
- Zimmermannplatz, 1884 benannt nach Georg von Zimmermann (1827–1896); siehe Zimmermanngasse. Der Platz zählte, ausgenommen seinen östlichsten Teil, bis 1905 zum 17. Bezirk.

## Historische Straßennamen
- Ackergasse: siehe Tendlergasse

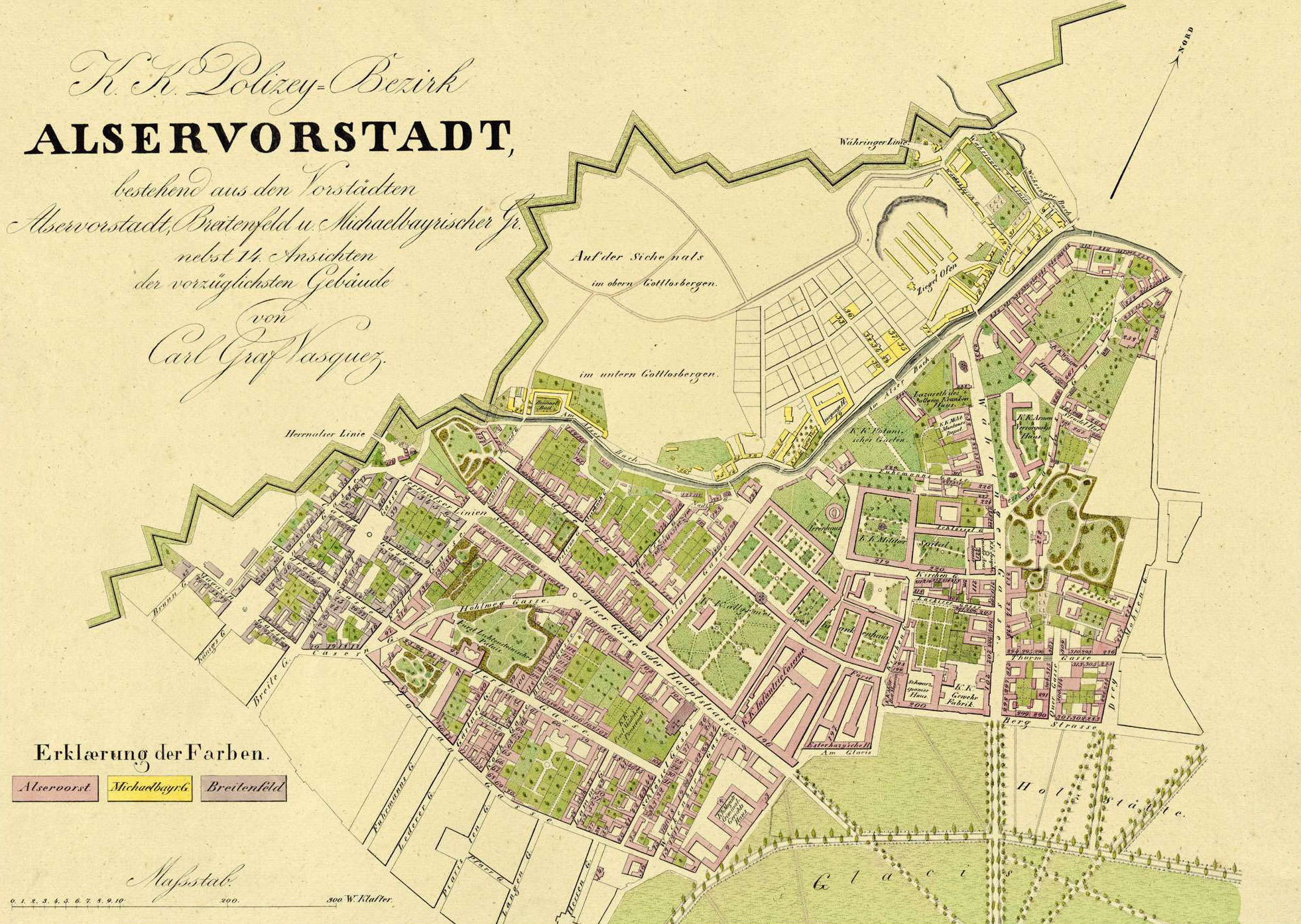
Alservorstadt um 1830

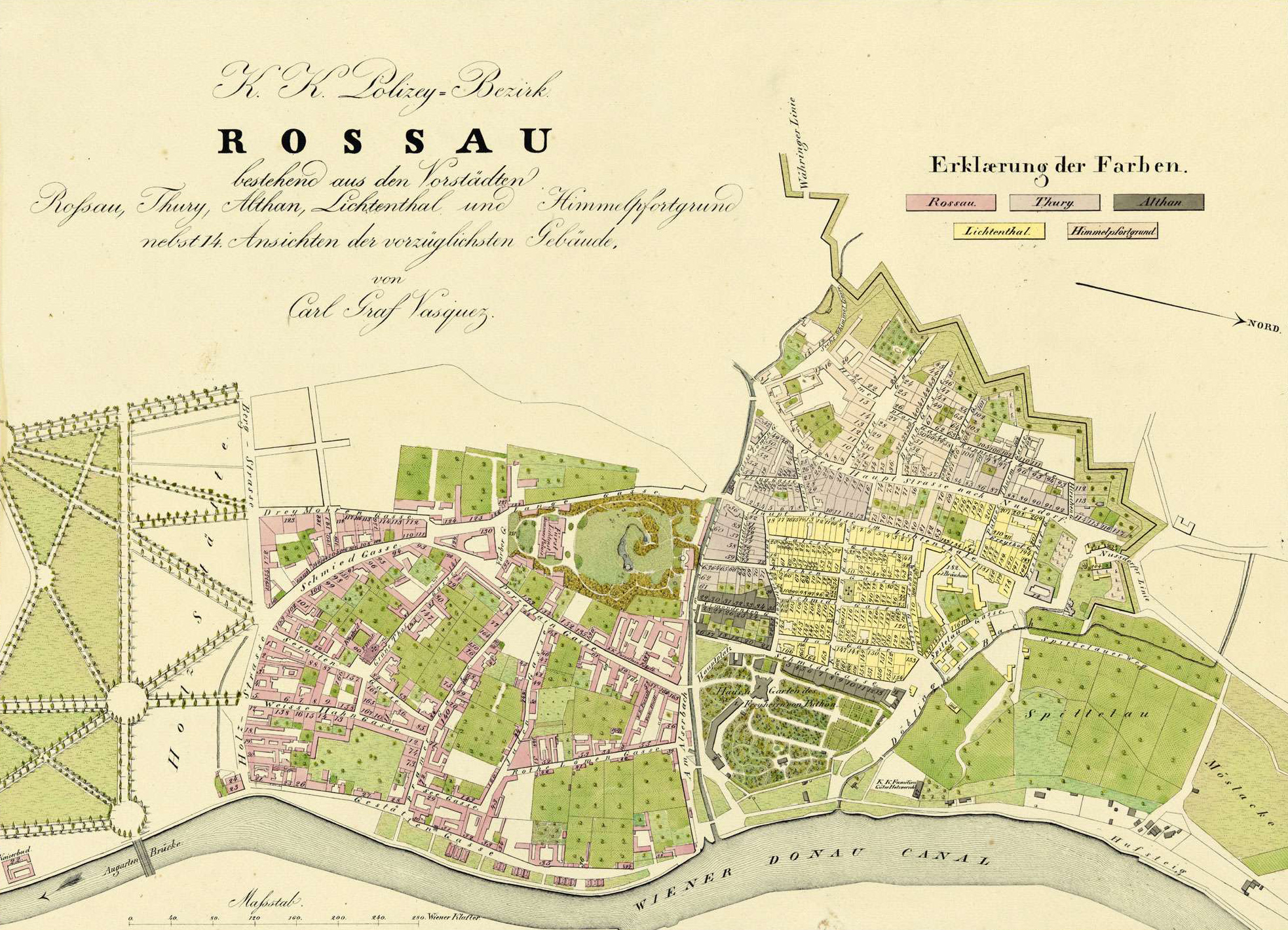
Rossau um 1830

- Adlergasse: siehe Thurngasse buw. Spitalgasse
- Adlerzeil: siehe Spitalgasse
- Alsaerstrâzze: siehe Alser Straße
- Alser Platz: siehe Frankhplatz
- Alsergrund Hauptstraße: siehe Alser Straße
- Alservorstädter Glacis: siehe Schwarzspanierstraße
- Alsterbachgässl: siehe Pelikangasse
- Alstergasse: siehe Alser Straße
- Althangasse: siehe Althanstraße
- Althanplatz: siehe Julius-Tandler-Platz
- Altliechtenwerd: siehe Liechtenwerder Platz
- Am Alser Bach: siehe Nußdorfer Straße, Alserbachstraße, Spitalgasse
- Am Glacis: siehe Berggasse bzw. Türkenstraße
- Am Ochsenbergl: siehe Berggasse
- Am Spanischen Spitalberg: siehe Boltzmanngasse
- Am Spitelberg: siehe Boltzmanngasse
- An der Bergstraße: siehe Berggasse
- Auf der obern Strassen: siehe Nussdorfer Straße
- An der Donau: siehe Spittelauer Lände
- An der Steinernen Stiege: siehe Himmelpfortstiege
- Annagasse: siehe Mauthnergasse
- Auf dem Griesz: siehe Alserbachstraße
- Auf den Hürnern: siehe Alserbachstraße
- Auf der obern straß: siehe Nussdorfer Straße
- Auf der Scheiben: siehe Rossauer Lände
- Badergries: siehe Rossauer Lände
- Bauholz(leg)gstättengasse: siehe Rossauer Lände
- Bergsteig: siehe Lackierergasse
- Bergsteiggasse: siehe Himmelpfortstiege bzw. Pelikangasse
- Bergstraße: siehe Berggasse
- Bleichergässel: siehe Bleichergasse
- Bräuhausgasse: siehe Reznicekgasse
- Bründlbadgasse: siehe Brünnlbadgasse
- Bründlgasse: siehe Brünnlbadgasse
- Brunngasse: siehe Schubertgasse
- Brünnlgasse: siehe Brünnlbadgasse
- Brünnlmühlgasse: siehe Gilgegasse
- Carlsgasse: siehe Boltzmanngasse
- Contumaz Gässel: siehe Lackierergasse
- Creuz Gass: siehe Lichtentaler Gasse
- Czermackgasse: siehe Borschkegasse
- Degengasse: siehe Fechtergasse
- Die Stiege: siehe Himmelpfortstiege
- Döblingerstraße: siehe Nussdorfer Straße
- Drey Hasengasse: siehe Reznicekgasse
- Drey-Mohrengasse: siehe Liechtensteinstraße
- Eisengasse: siehe Wilhelm-Exner-Gasse
- Elisabethpromenade: siehe Rossauer Lände
- Engelbert Dollfußplatz: siehe Rooseveltplatz
- Exnergasse: siehe Achamergasse
- Färbergasse: siehe Fürstengasse
- Feldgasse: siehe Tendlergasse
- Feldgassel: siehe Sobieskigasse
- Ferstelgasse: siehe Müllnergasse
- Feythofgasse: siehe Nußgasse
- Flecksiedergasse: siehe Thurygasse
- Fluchtgasse: siehe Fuchsthallergasse
- Franz-Josefs-Bahnhof-Straße: siehe Althanstraße
- Freiheitsplatz: siehe Rooseveltplatz
- Freithofgasse: siehe Rufgasse
- Friedhofgasse: siehe Nußgasse bzw. Rufgasse
- Fuhrmannsgasse: siehe Sensengasse
- Gärtnergasse: siehe Pramergasse
- Gassel allwo der Juden Grabstätte: siehe Seegasse
- Gäßl: siehe Nadlergasse
- Gaßl: siehe Himmelpfortstiege
- Glacis: siehe Schwarzspanierstraße
- Goldbrünnl: siehe Brünnlbadgasse
- Grienberg Gasse: siehe Marktgasse
- Große Gasse: siehe Alser Straße
- Große Kirchengasse: siehe Lichtentaler Gasse
- Gürtelstraße: siehe Hernalser Gürtel
- Hasengasse: siehe Reznicekgasse
- Hauptgasse: siehe Nussdorfer Straße bzw. Porzellangasse
- Hauptplatz (am Althangrund): siehe Julius-Tandler-Platz
- Hauptstraße (im Lichtental): siehe Liechtensteinstraße bzw. Nußdorfer Straße
- Herzogspeint: siehe Währinger Straße
- Himmelpfortgasse: siehe Sobieskigasse
- Himmelpfortgrunder Hauptstraße: siehe Nussdorfer Straße
- Himmelpfortstrasse: siehe Nussdorfer Straße
- Hirschengasse: siehe Ayrenhoffgasse
- Hofgasse: siehe Marktgasse
- Hohlweg: siehe Währinger Straße
- Hollweg: siehe Währinger Straße
- Holz(leg)gstättengasse: siehe Rossauer Lände
- Holzstraße: siehe Berggasse bzw. Rossauer Lände
- Hufsteig: siehe Heiligenstädter Lände bzw. Spittelauer Lände
- In der Baadergassen: siehe Badgasse
- In der dritten Alstergassen: siehe Mariannengasse
- In der Hauptstraße: siehe Nussdorfer Straße
- In der vordern Alstergassen: siehe Alser Straße
- In der Währingergassen: siehe Währinger Straße
- Johannesplatz: siehe Sobieskiplatz
- Judengasse: siehe Seegasse
- Karlsgasse: Boltzmanngasse
- Kirchengasse: siehe Lichtentaler Gasse, Marktgasse, Garnisongasse, Grünentorgasse, Van-Swieten-Gasse
- Kleine Kirchengasse: siehe Marktgasse
- Kleine Schmiedgasse: siehe Wiesengasse
- Kothgasse: siehe Pramergasse
- Krankenhausgasse: siehe Thavonatgasse
- Krongasse: siehe Bindergasse
- Landstraße: siehe Porzellangasse
- Lange Gasse: siehe Liechtensteinstraße
- Lange Kreuzgasse: siehe Lichtentaler Gasse
- Lazarethgasse: siehe Nussdorfer Straße
- Ludwiggasse: siehe Mauthnergasse
- Maximilianplatz: siehe Rooseveltplatz
- Neuburger Straße: siehe Währinger Straße
- Neue Gasse: siehe Michelbeuerngasse
- Nussdorfer Straße: siehe Heiligenstädter Straße
- Nussdorfer Weg: siehe Heiligenstädter Straße
- Obere Hauptstraße (nach Nußdorf): siehe Nussdorfer Straße
- Obere Straße: siehe Nussdorfer Straße
- Pasteurgasse: siehe Wasagasse
- Paul-Hock-Straße: siehe Haulerstraße
- Petrarcagasse: siehe Ferstelgasse
- Quergasse: siehe Gießergasse, Wasagasse und Wilhelm-Exner-Gasse
- Ruprechts Gasse: siehe Sobieskigasse
- Sauerkräutlergasse: siehe Brünnlbadgasse
- Schlangengasse: siehe Reznicekgasse
- Schmidtgasse: siehe Wiesengasse bzw. Althanstraße
- Schmiedgasse: siehe Porzellangasse
- Schottenpoint: siehe Berggasse
- Schulgasse: siehe Säulengasse
- Schwarzadlergasse: siehe Mariannengasse bzw. Spitalgasse
- Seegasse: siehe Rögergasse
- Simondenkengasse: siehe Simon-Denk-Gasse
- Simongasse: siehe Simon-Denk-Gasse
- Spitalberggasse: siehe Boltzmanngasse
- Spitelaugasse: siehe Althanstraße
- Spittelauer Weg: siehe Augasse
- Spittelauergasse: siehe Tepserngasse
- Stiegengässel: siehe Bleichergasse
- Stiftgasse: siehe Spitalgasse
- Stiegengasse: siehe Himmelpfortstiege
- Straßnitzkigasse: siehe Schulz-Straßnitzki-Gasse
- Thavonatgasse, 1935 anlässlich des Jubiläums des Allgemeinen Krankenhauses[39] benannt nach dem Hofkammerrat Ferdinand Ignaz Freiherr von Thavonat (1665–1726); er stiftete 1720 dem Großarmen- und Invalidenhaus (Vorläufer des AKH) 600.000 Gulden zur Unterbringung von Invaliden der Türkenkriege. Damit konnten der 2. Hof des Allgemeinen Krankenhauses („Thavonathof“) und Teile des heutigen 4. und 5. Hofes errichtet werden. Die Gasse wurde nach der Demolierung der Alser Kaserne 1925 zwischen dem 1. Hof des AKH und dem im selben Jahr fertiggestellten Otto-Wagner-Platz angelegt und hieß bis 1935 Krankenhausgasse. Seit 1977 als Fußweg in dessen Grünanlage einbezogen, zählte sie zum Areal, das von der Stadt Wien 1988 der Universität Wien geschenkt wurde und seit Absiedlung der Kliniken, die 1991–1994 stattfand, als Universitätscampus genützt wird.[40] Die als Gasse seit langem nicht mehr erkennbare Fläche wurde 2011 aus dem Straßennetz gestrichen. Der Gassenname war zuvor für die heutige Kempelengasse im Kreta-Viertel im 10. Bezirk in Gebrauch.
- Thury Gässl: siehe Fechtergasse
- Todtengassel: siehe Rufgasse
- Totengasse: siehe Sensengasse
- Unter den Flötzern: siehe Rossauer Lände
- Unter den Holzern: siehe Berggasse
- Untere Hauptstraße: siehe Liechtensteinstraße
- Versorgungshausgasse: siehe Ingen-Housz-Gasse bzw. Strudlhofgasse
- Wachsbleichergasse: siehe Bleichergasse
- Wagnergasse: siehe Reznicekgasse
- Währinger Linienstraße: siehe Fluchtgasse bzw. Fuchsthallergasse
- Waisenhausgasse: siehe Boltzmanngasse
- Wallgasse: siehe Gemeindegasse
- Wasagasse: siehe Pasteurgasse
- Waschstadelgasse: siehe Sechsschimmelgasse
- Weintraubengassel: siehe Sechsschimmelgasse
- Weiße Hahngasse: siehe Hahngasse
- Weiße Löwengasse: siehe Alserbachstraße
- Windgasse: siehe Säulengasse
- Windmühlgasse: siehe Sobieskigasse
- Ziegelgasse: siehe Sobieskigasse
- Ziegelgassel: siehe Schubertgasse
- Zwerchgasse: siehe Brünnlbadgasse bzw. Pelikangasse
- Zwerggasse: siehe Pelikangasse
- Zweyfechtergasse: siehe Fechtergasse

1938–1945
- Albertgasse: siehe Hebragasse
- Berliner Straße: siehe Heiligenstädter Straße
- Clausewitzgasse: siehe Mauthnergasse
- Hermann-Göring-Platz: siehe Rooseveltplatz
- Hofhaimergasse: siehe Alfred-Grünfeld-Gasse
- Kricklplatz: siehe Sobieskiplatz
- Platz der Sudetendeutschen: siehe Julius-Tandler-Platz
- Sandrartgasse: siehe Rummelhardtgasse
- Scheuchgasse: siehe Glasergasse
- Sennhofergasse: siehe Hahngasse
- Streblgasse: siehe Sobieskigasse